# Biserica Leproșilor din Sighișoara

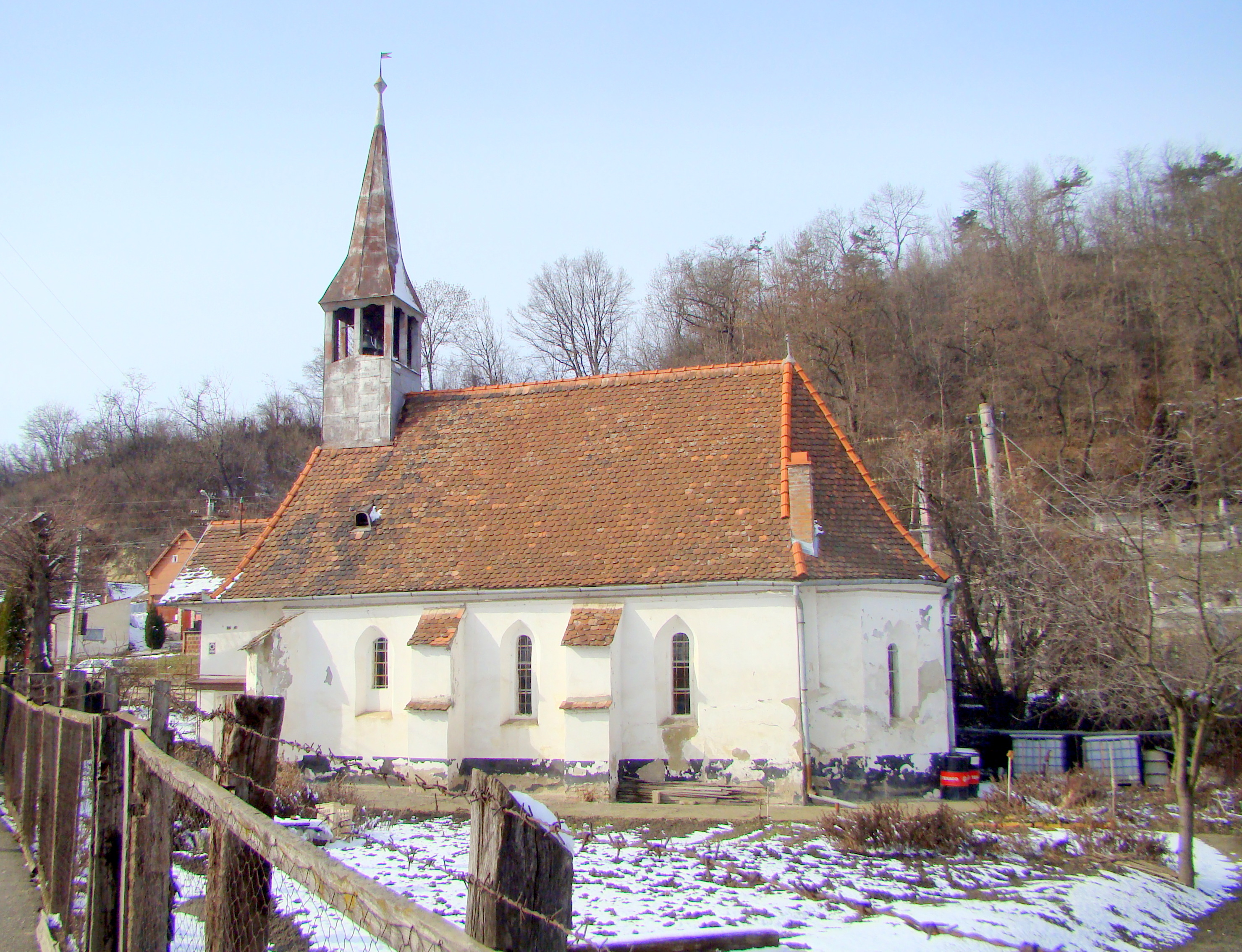
Biserica Leproșilor din Sighișoara, foto: februarie 2019.

Biserica Leproșilor din Sighișoara este un monument istoric aflat pe strada Ștefan cel Mare, nr. 34. Figurează pe lista monumentelor istorice 2015, cod LMI MS-II-m-A-15996. În baza unei înțelegeri cu Biserica Evanghelică de limba germană, biserica este folosită, în prezent, de comunitatea greco-catolică română din Sighișoara.

## Istoric și trăsături
Biserica din fostul cartier Siechhof al orașului Sighișoara este amplasată în orașul de jos, în afara zidului de apărare, pe malul drept al Târnavei Mari. A fost construită, probabil, în a doua parte a secolului al XV-lea, în stil gotic, având o singură navă, întărită cu contraforturi. Inițial biserică romano-catolică, cu hramul Sfântului Spirit, a făcut parte dintr-un complex format din școală, casa învățătorului și un spital pentru leproși, motiv pentru care a fost cunoscută sub denumirea de „Biserica Leproșilor”. Pentru că leproșilor nu le era permisă intrarea în edificiul de cult, predicile erau ținute dintr-un amvon exterior, montat pe latura de vest, lângă intrare. Accesul se făcea din interior, însă ușa a fost zidită, astfel că el nu mai este utilizat. 
Amvonul a fost folosit până în anul 1684, iar după ce ușa amvonului a fost zidită, a fost construit corul, iar biserica a devenit luterană.
La sfârșitul secolului al XIX-lea leprozeria a fost demolată, pentru a face loc liniei de cale ferată Teiuș–Brașov.

#### Dimensiuni
Nava de 10x6 m, corul cu absida pentagonală de 2,5x4 m; geamurile dinspre nord ca si cele ale corului au fost zidite, iar interiorul este luminat doar prin trei ferestre, aflate pe latura de sud, late de doar 40 cm.
Orga a fost construită în 1865 de Samuel Friedrich Binder, iar din vara anului 2018 a fost mutată în sala de rugăciune a Bisericii Mănăstirii.

## Vezi și
- Sighișoara
- Biserica din Deal din Sighișoara
- Biserica Mănăstirii din Sighișoara

## Imagini din exterior

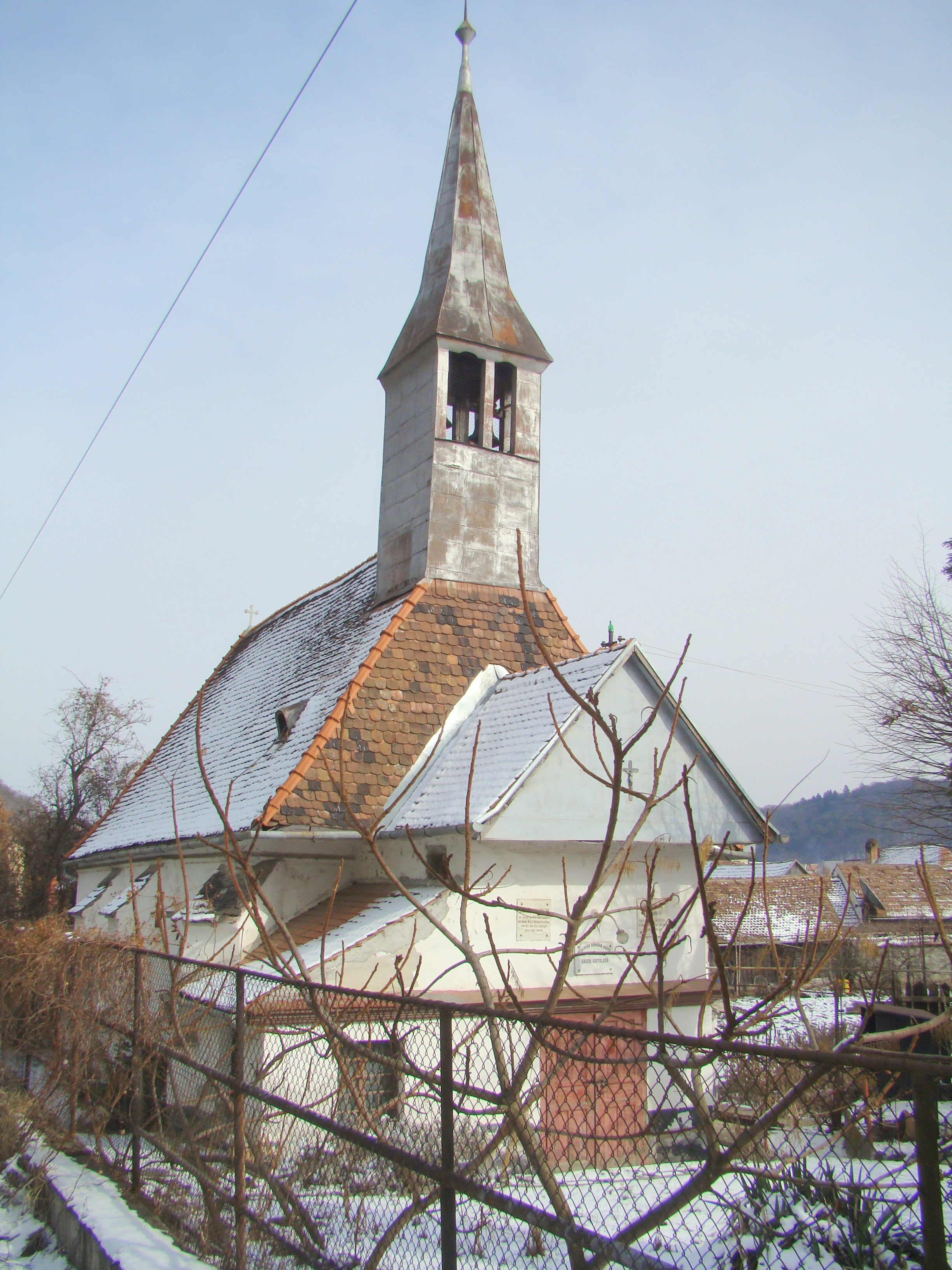
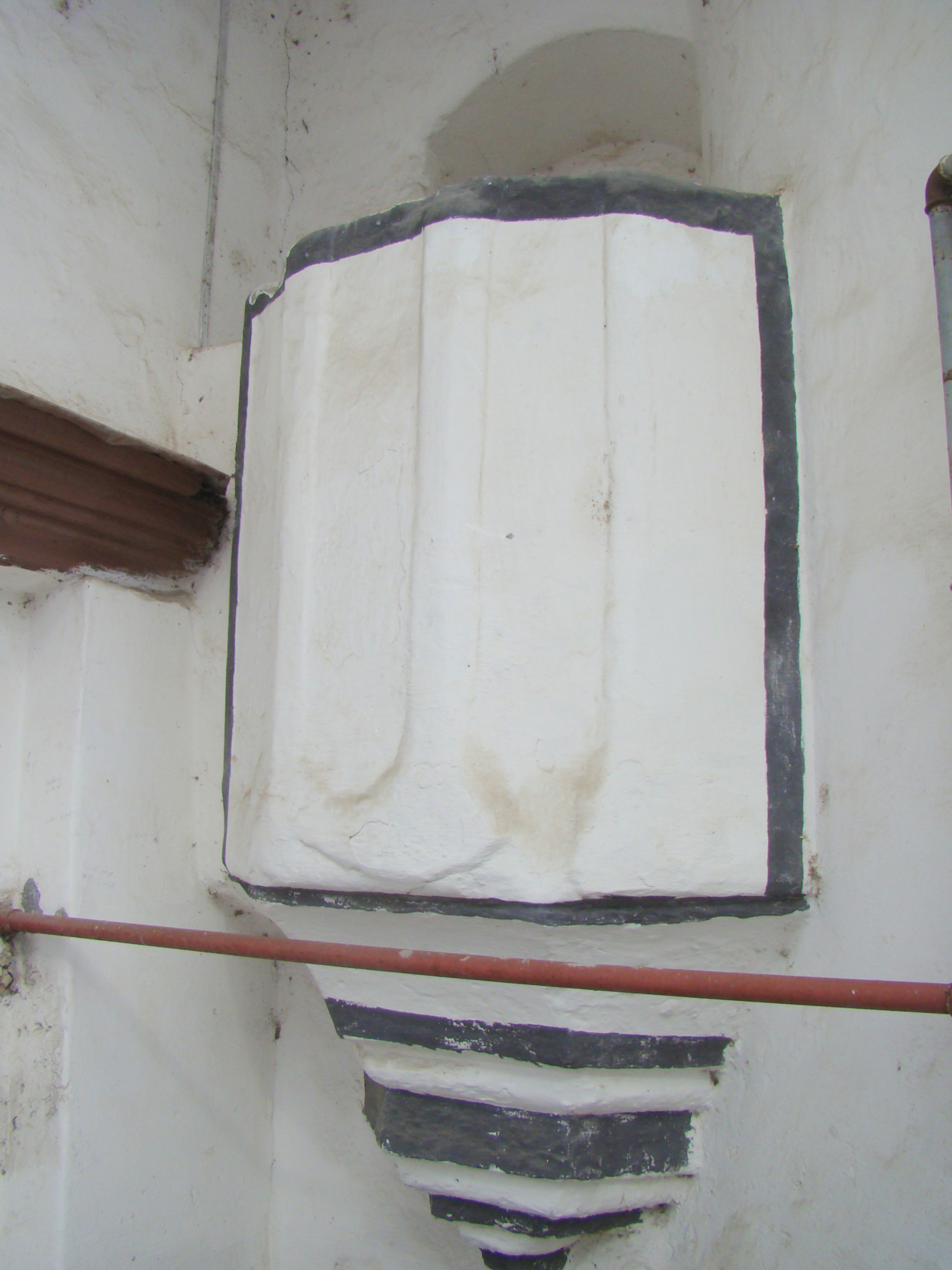
Amvonul exterior din care se predica leproșilor (1)
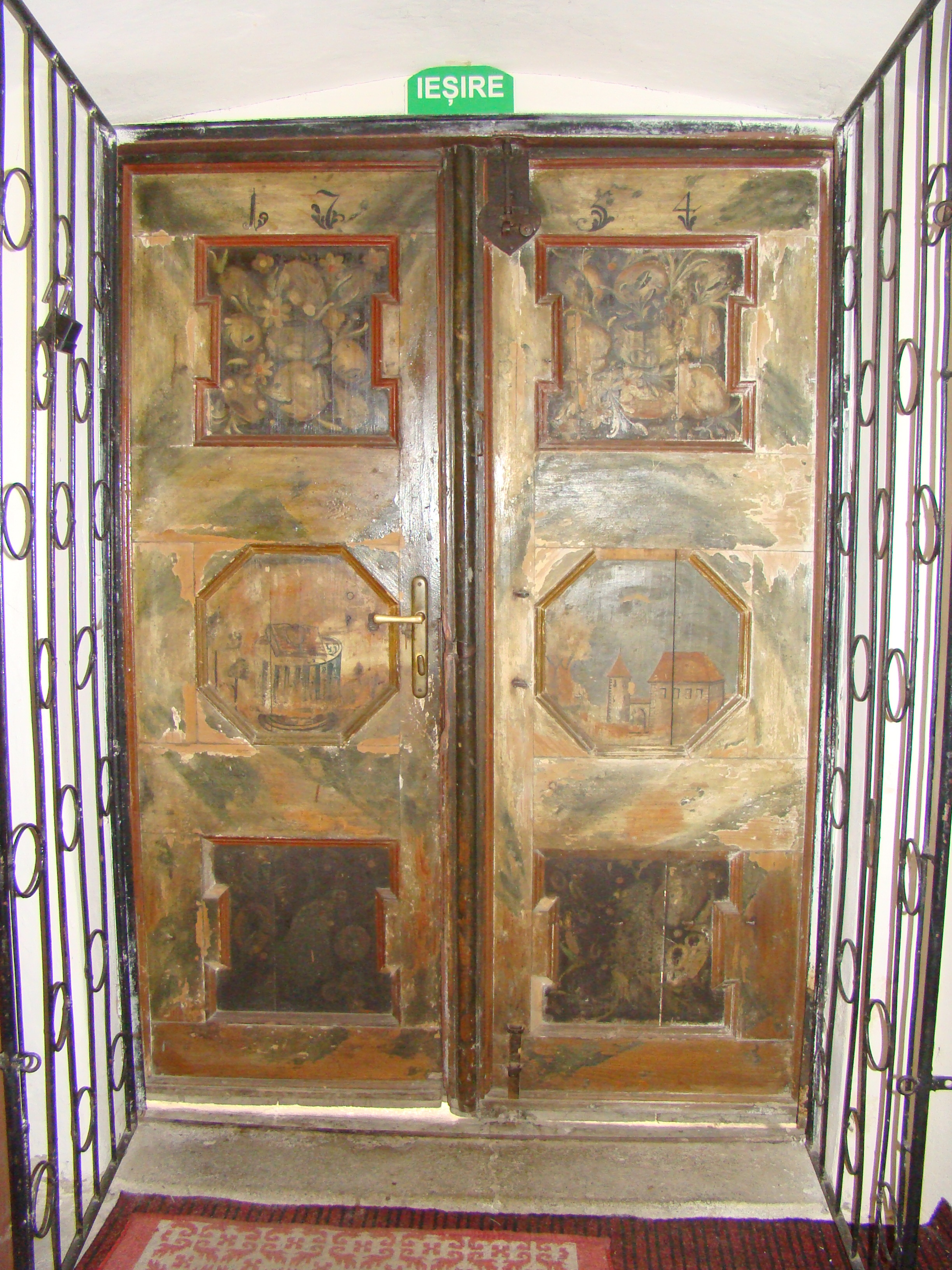
Ușa din 1754 decorată cu 6 tablouri în ulei
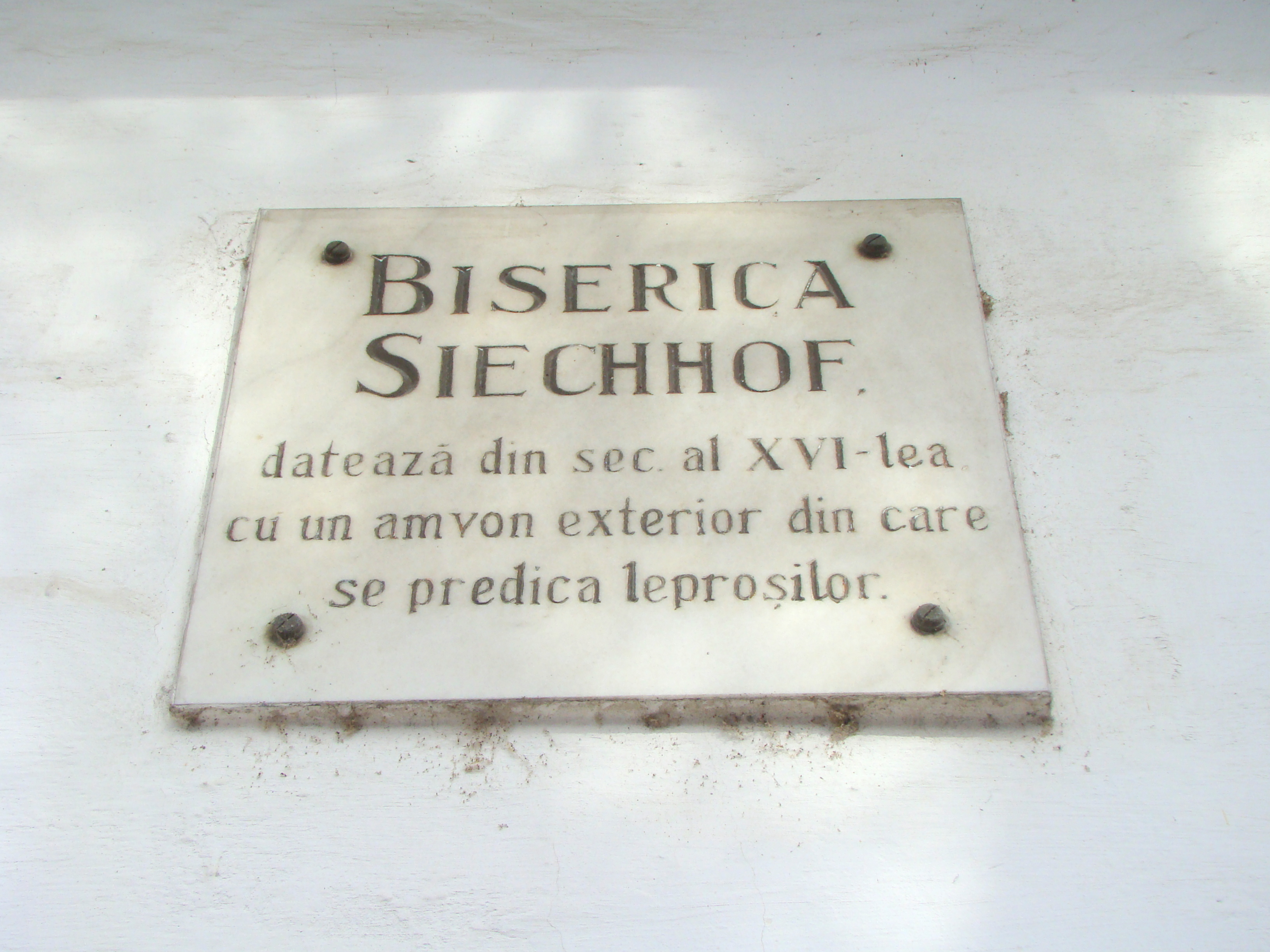
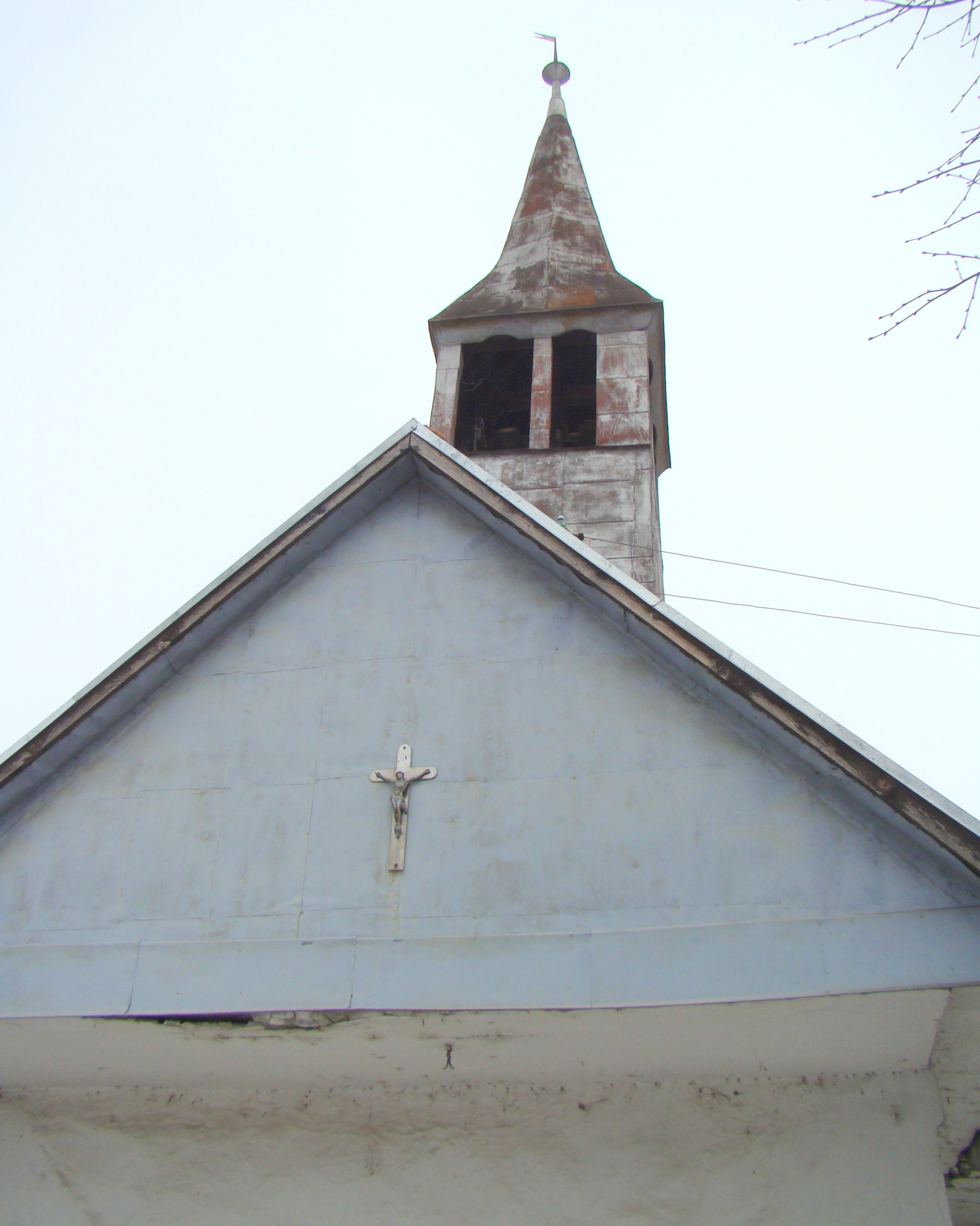
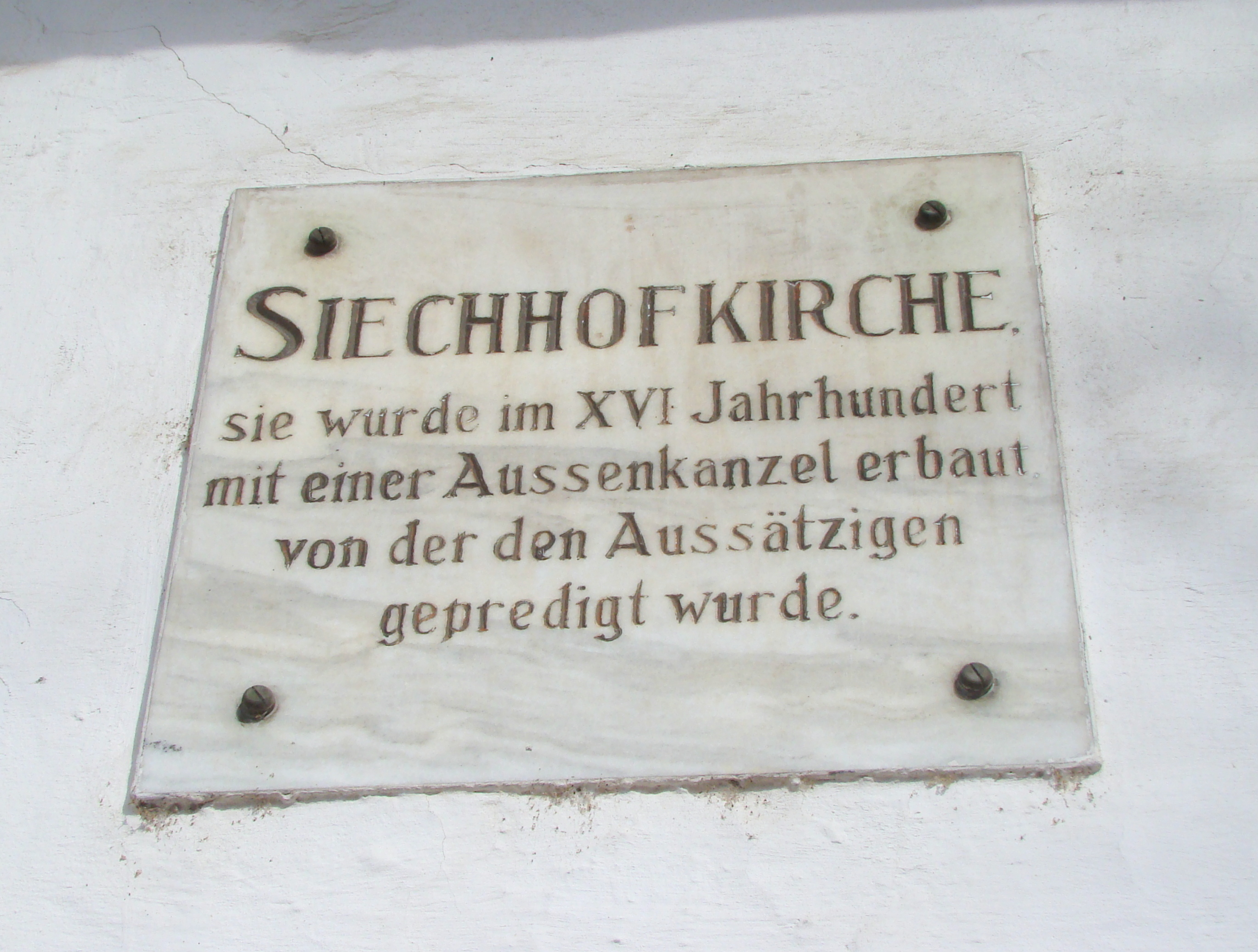
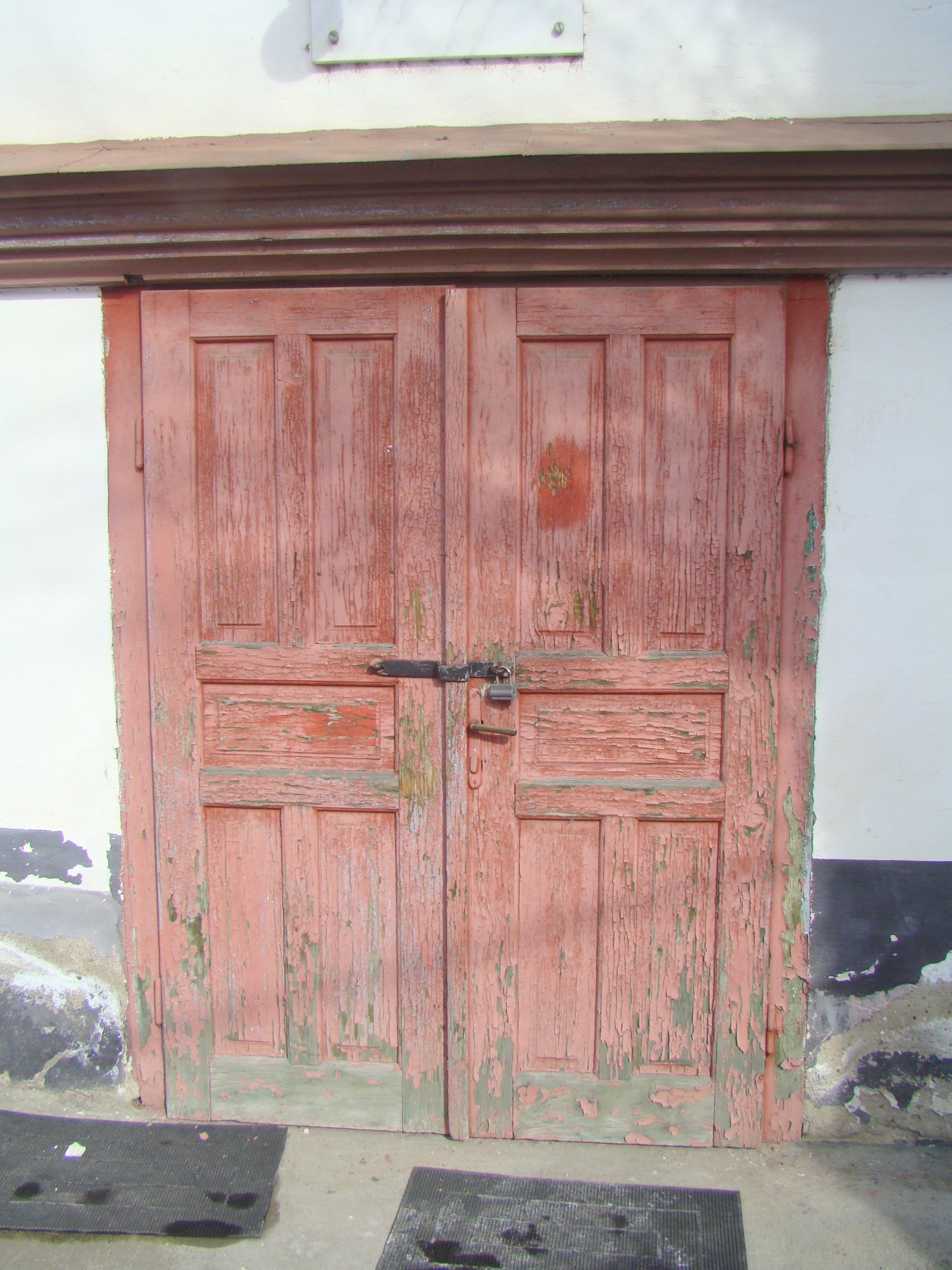
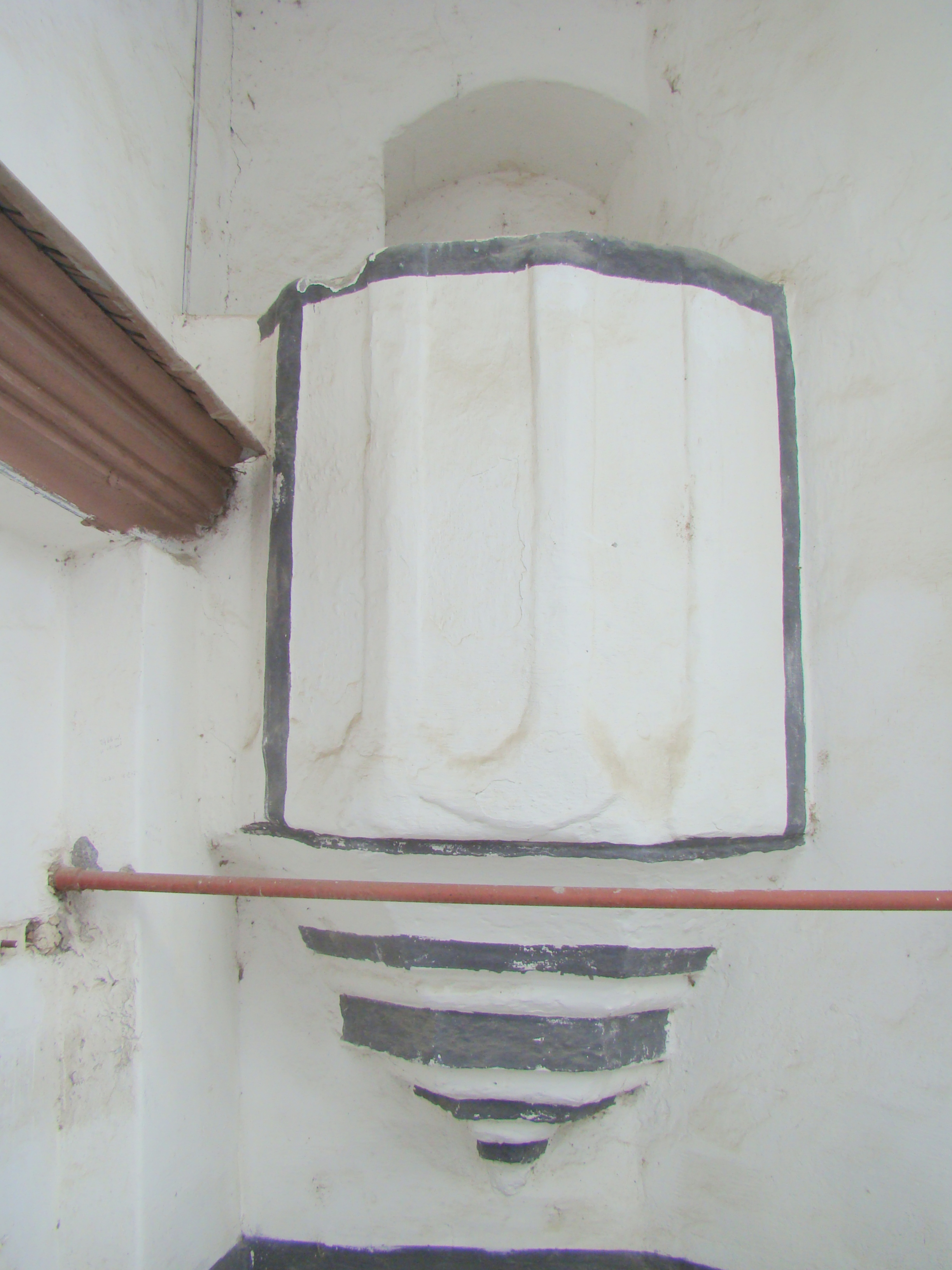
Amvonul exterior din care se predica leproșilor (2)
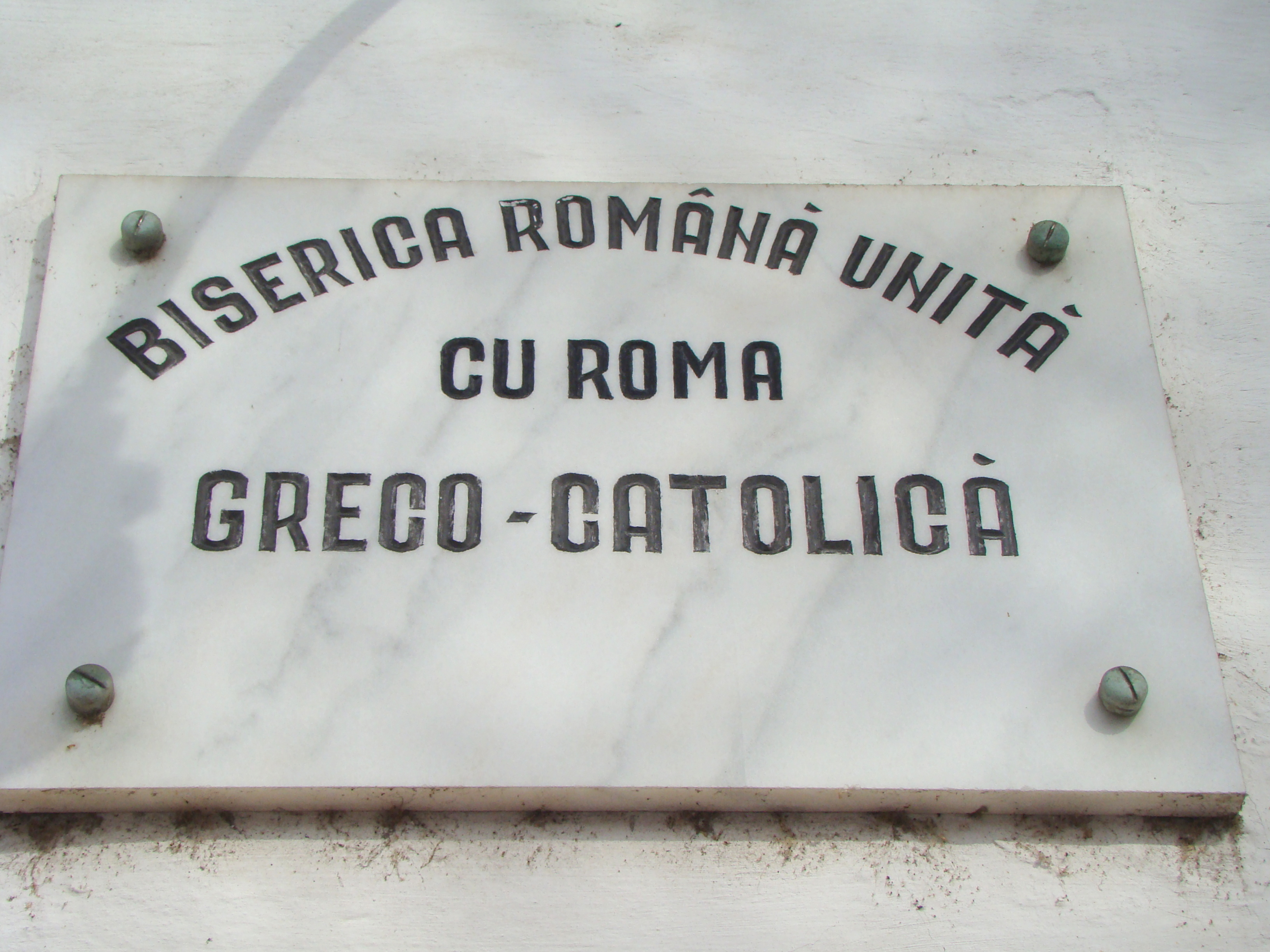
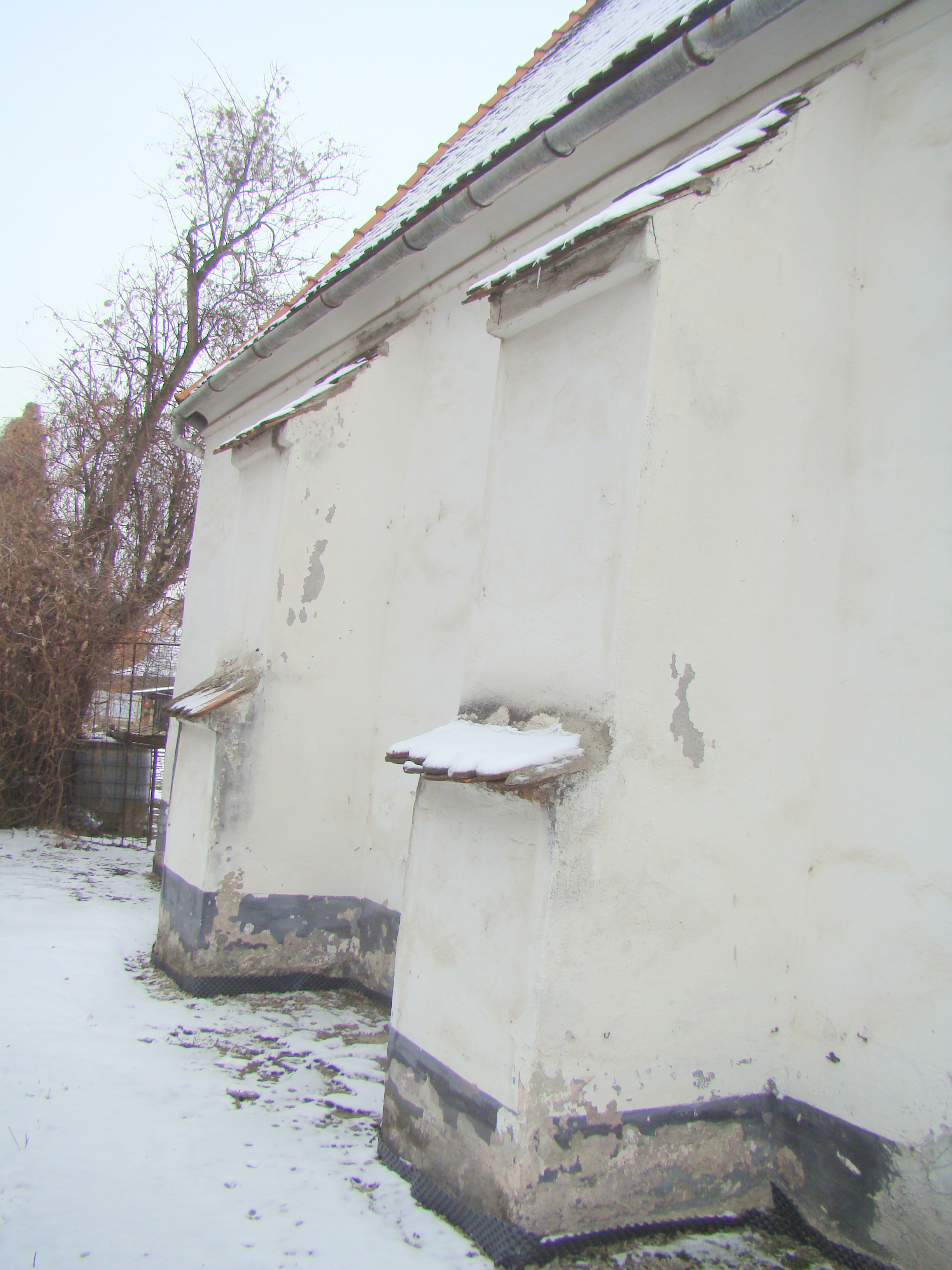
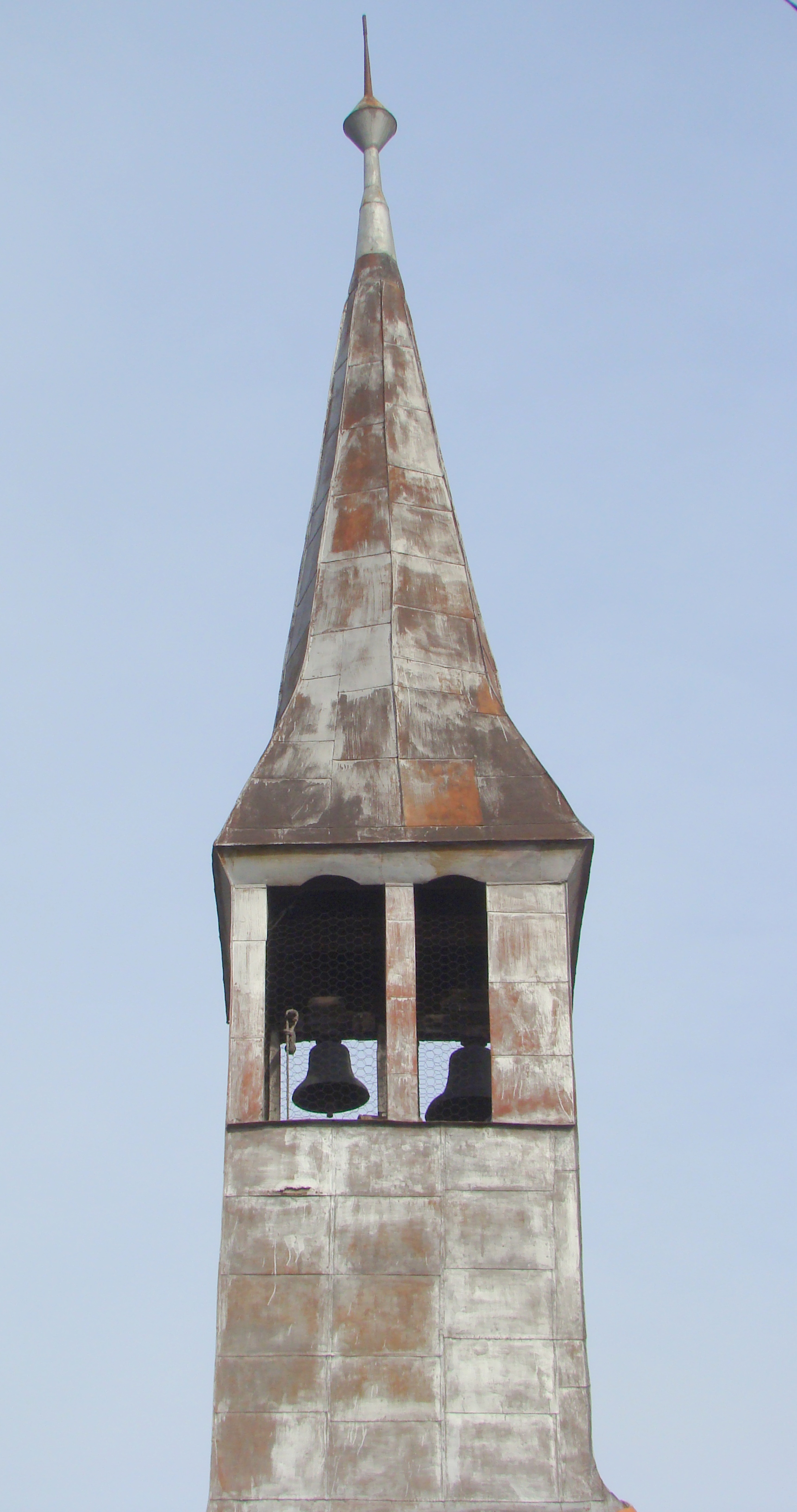
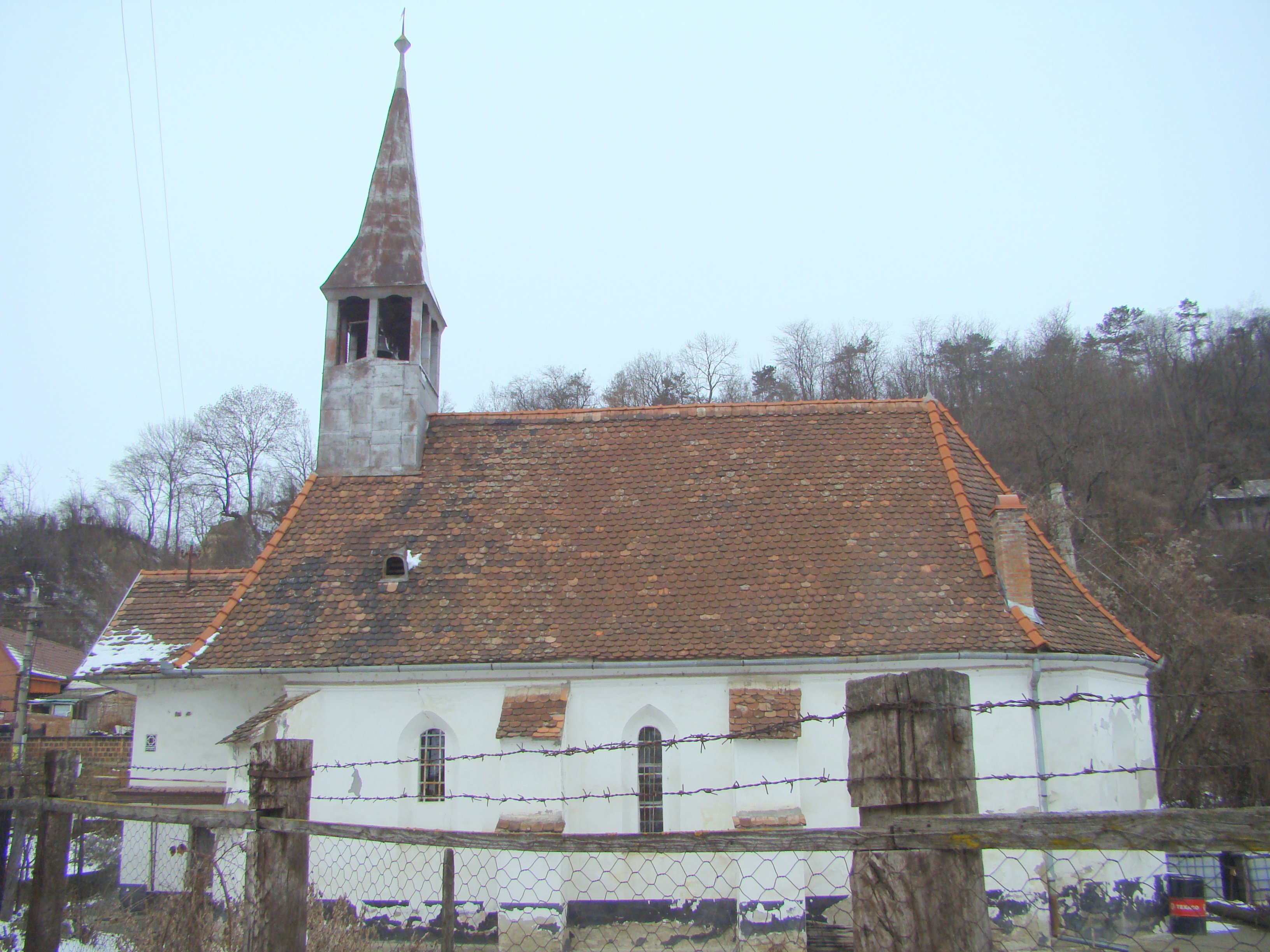
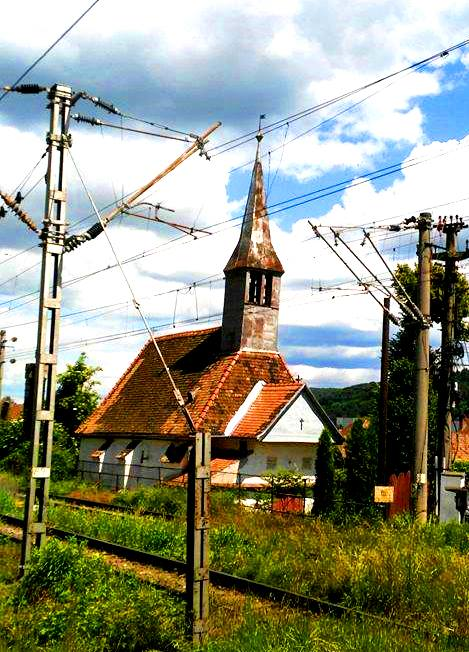

## Imagini din interior

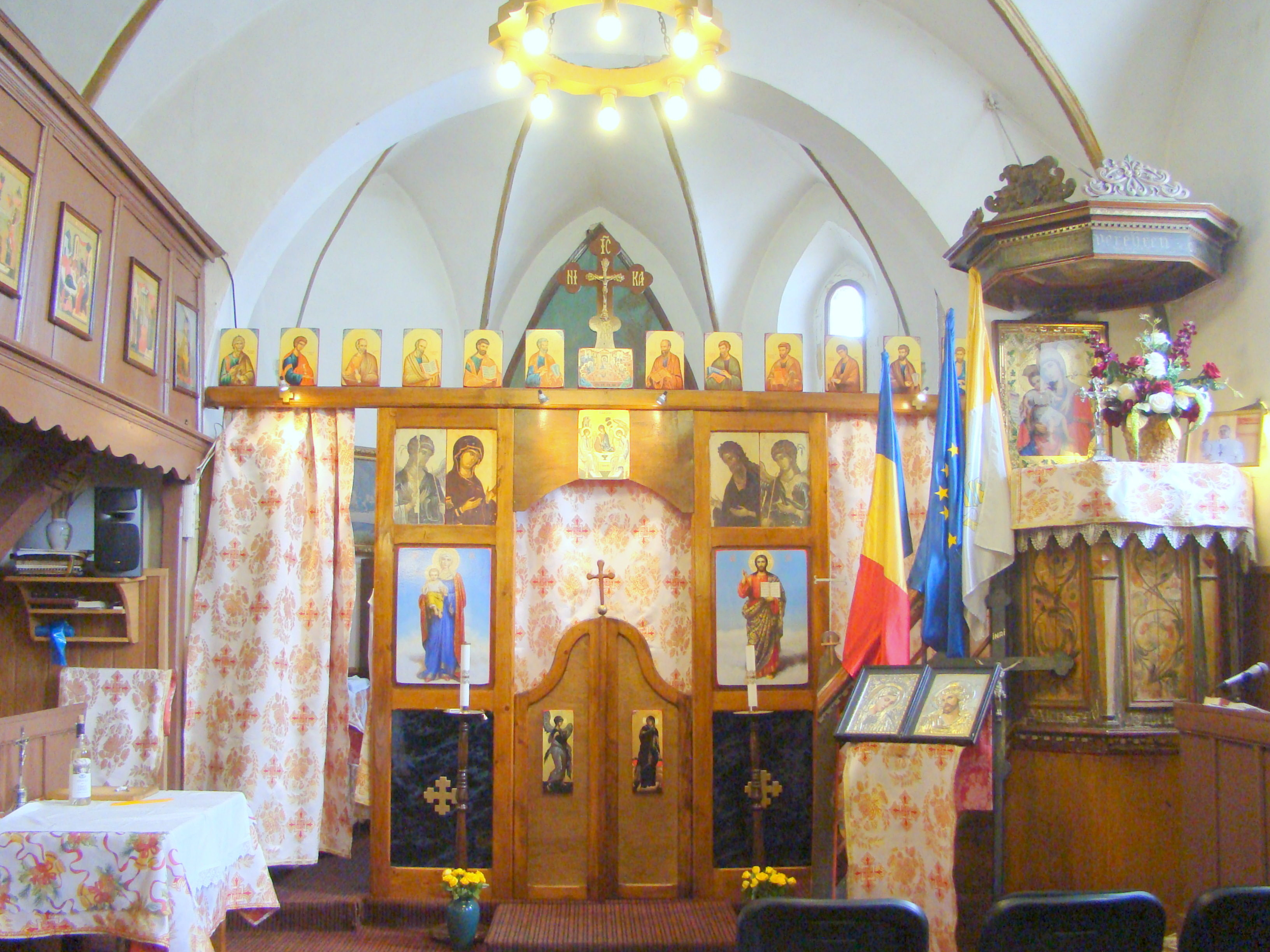
Catapeteasmă
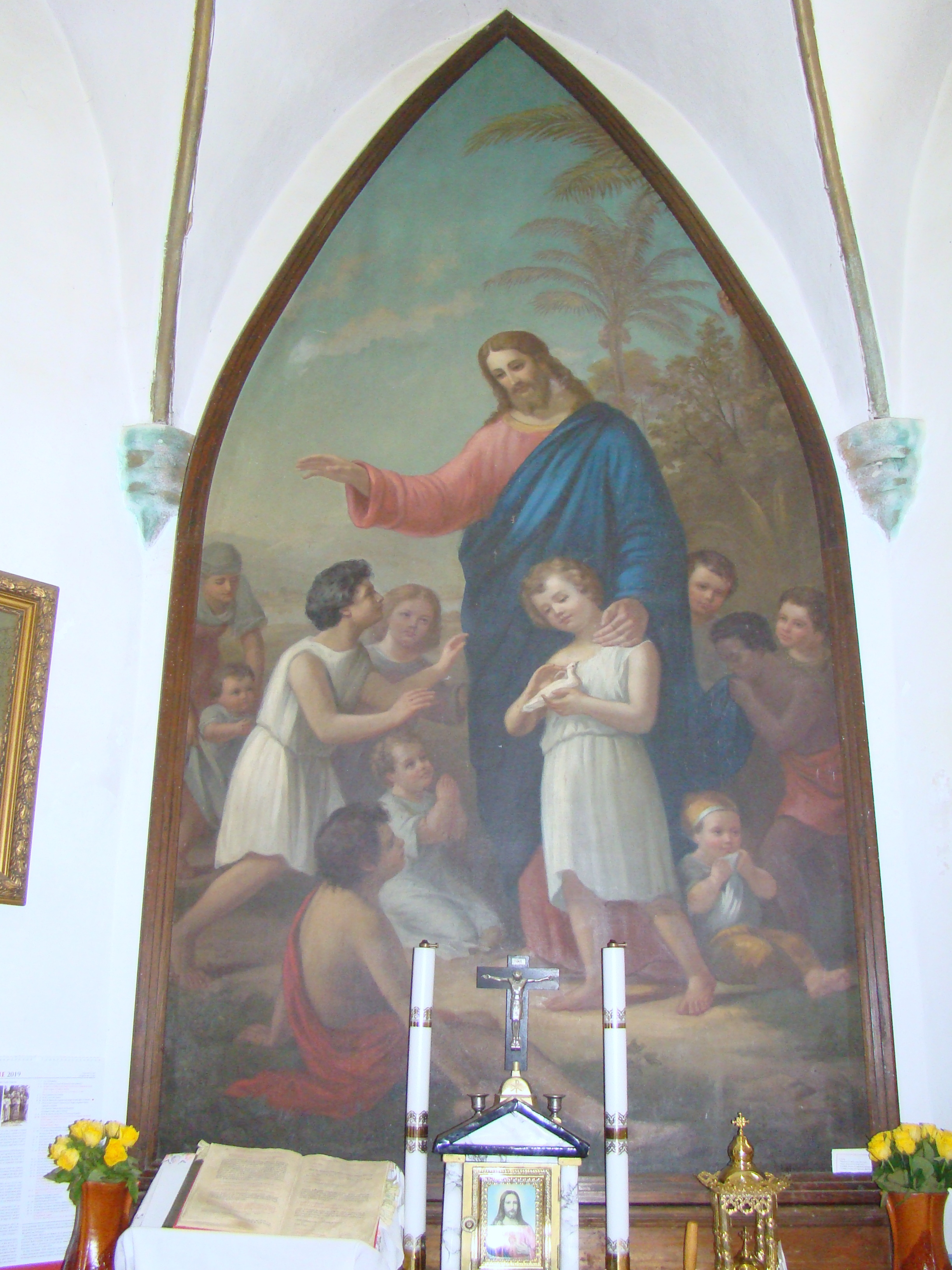
Altarul pictat de meșterul sighișorean Ludwig Schuller în 1882, cu tema biblică „Lăsați copiii să vină la Mine !”
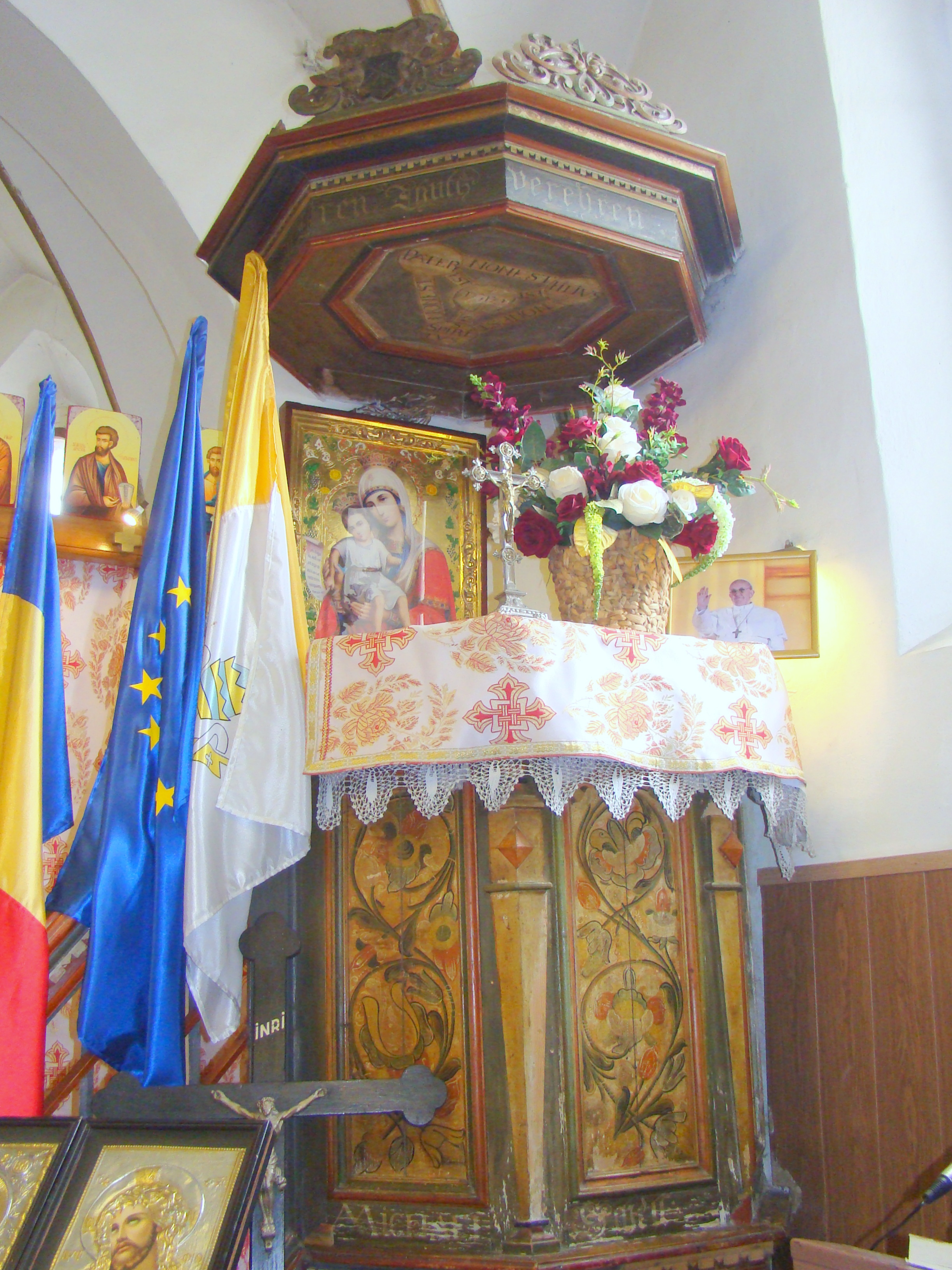
Amvonul baroc, decorat cu motive florale, datat 1607
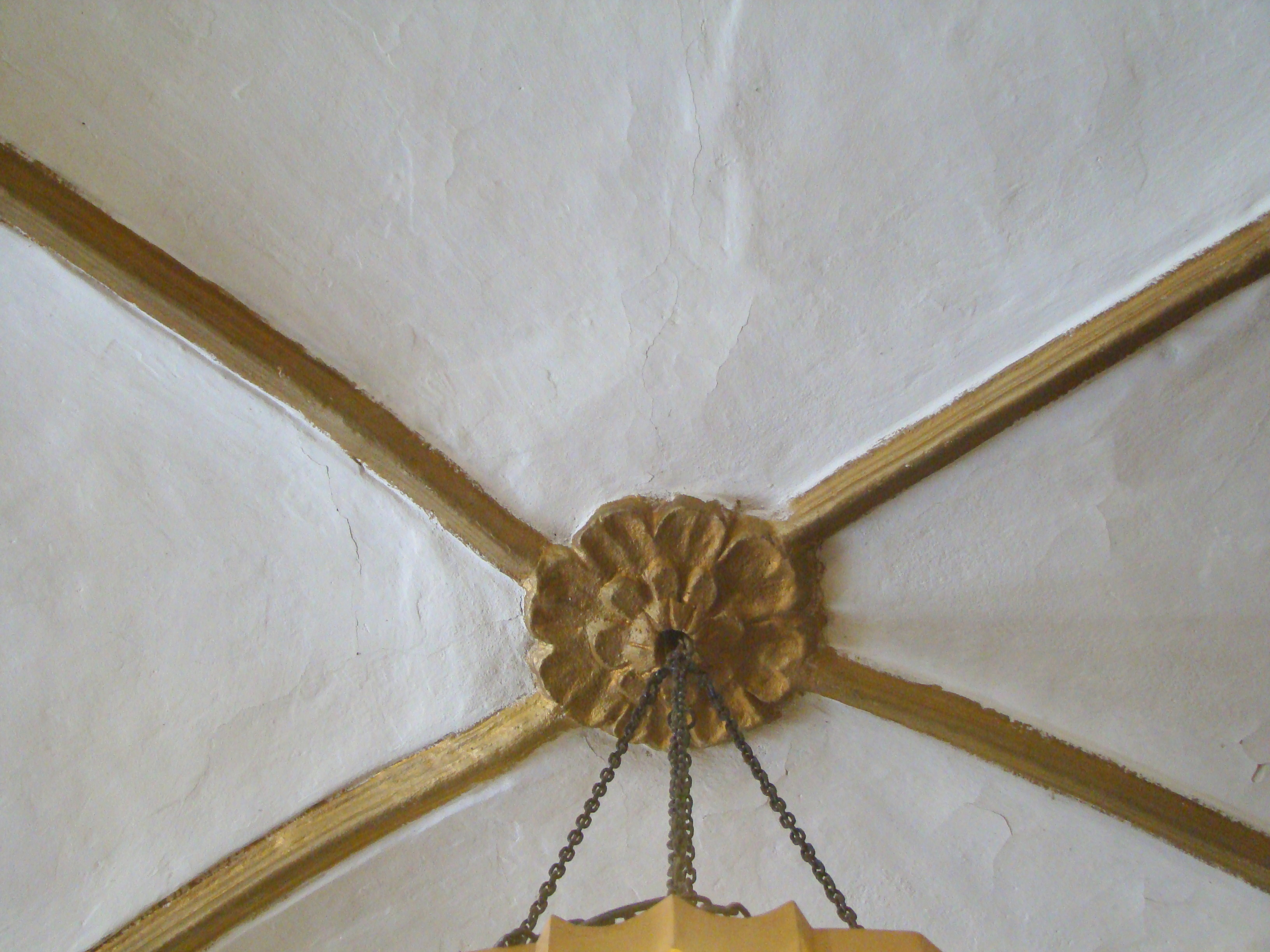
Cheie de boltă
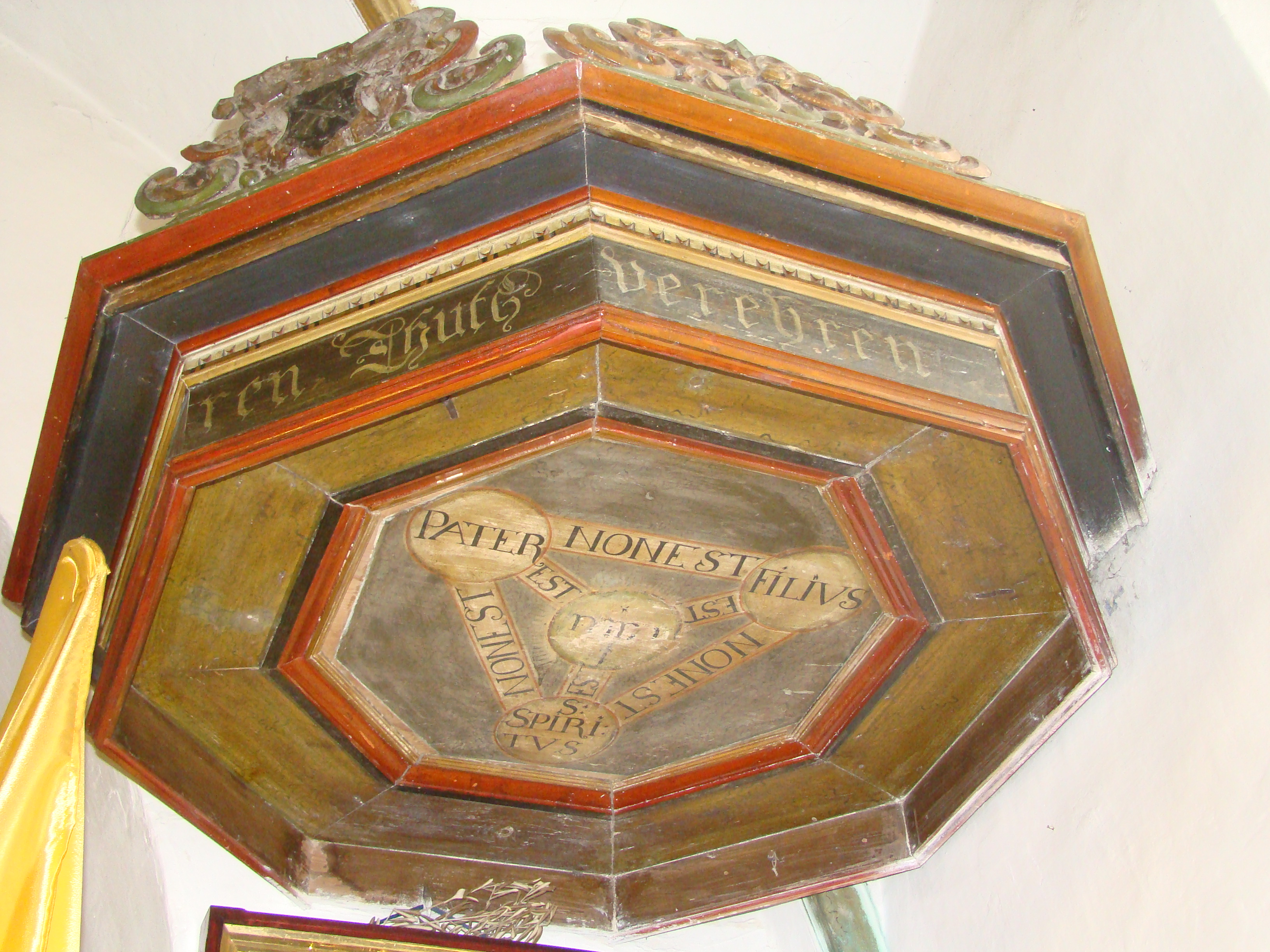
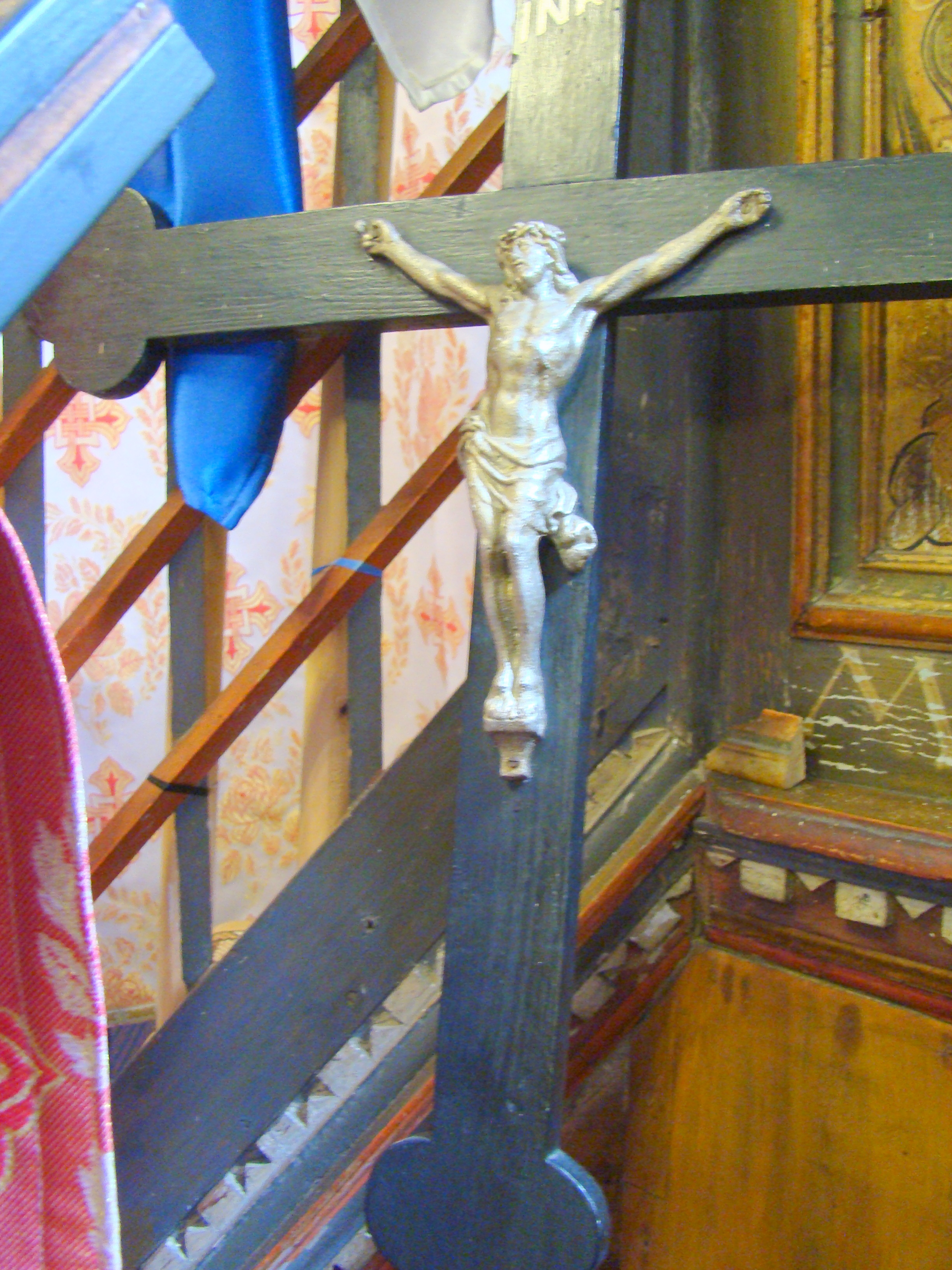
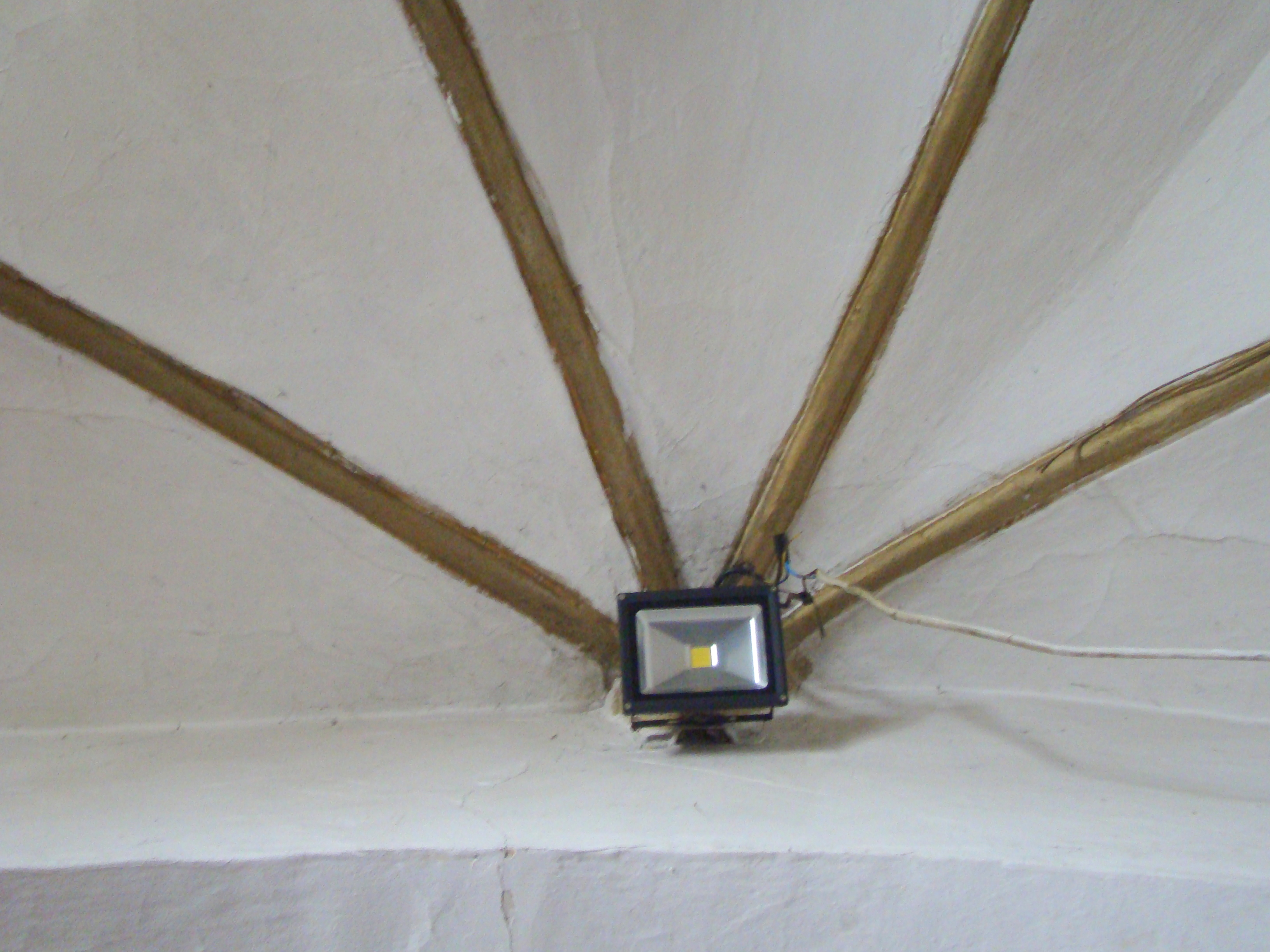
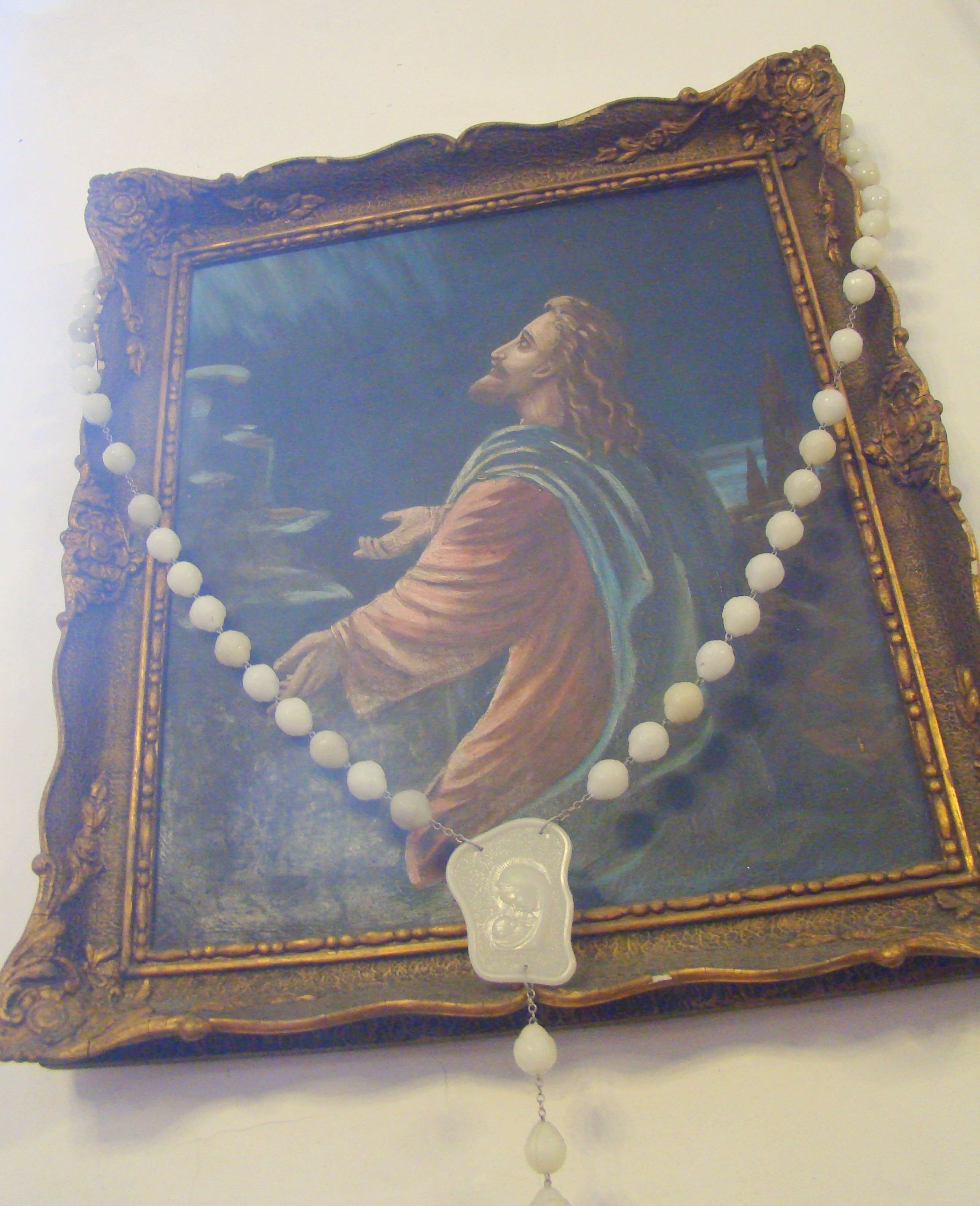
Domnul Isus rugându-Se, seara
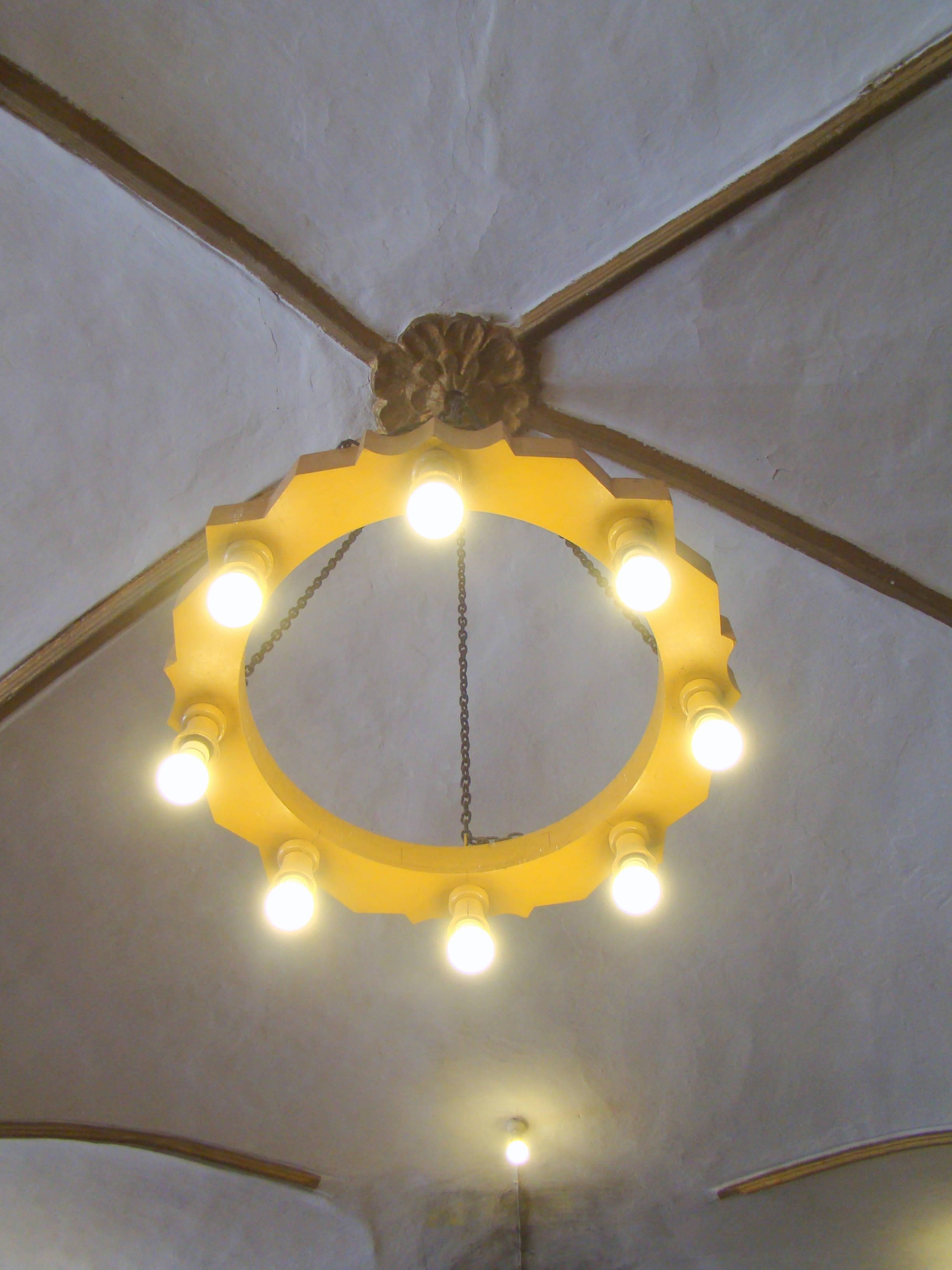
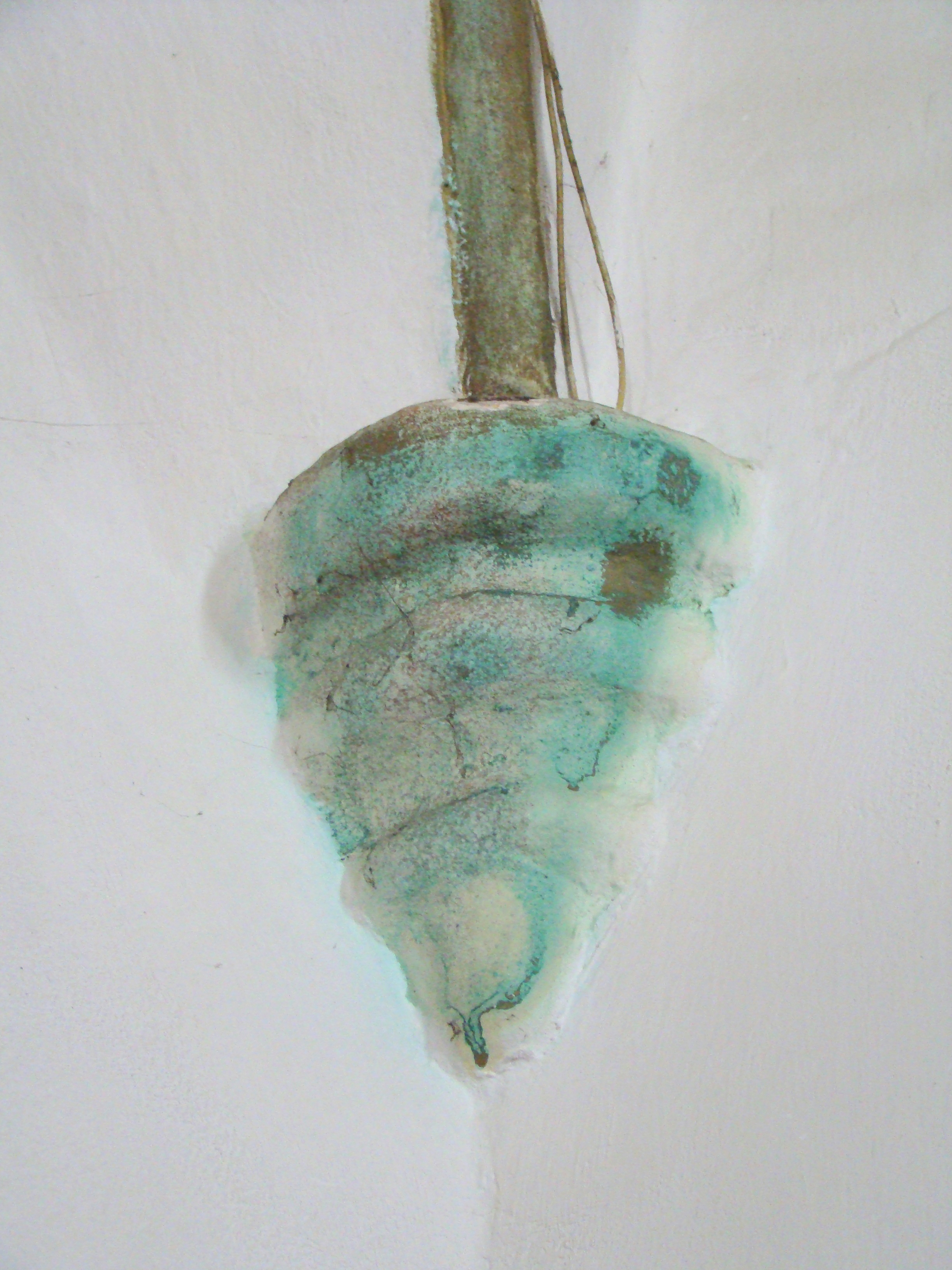
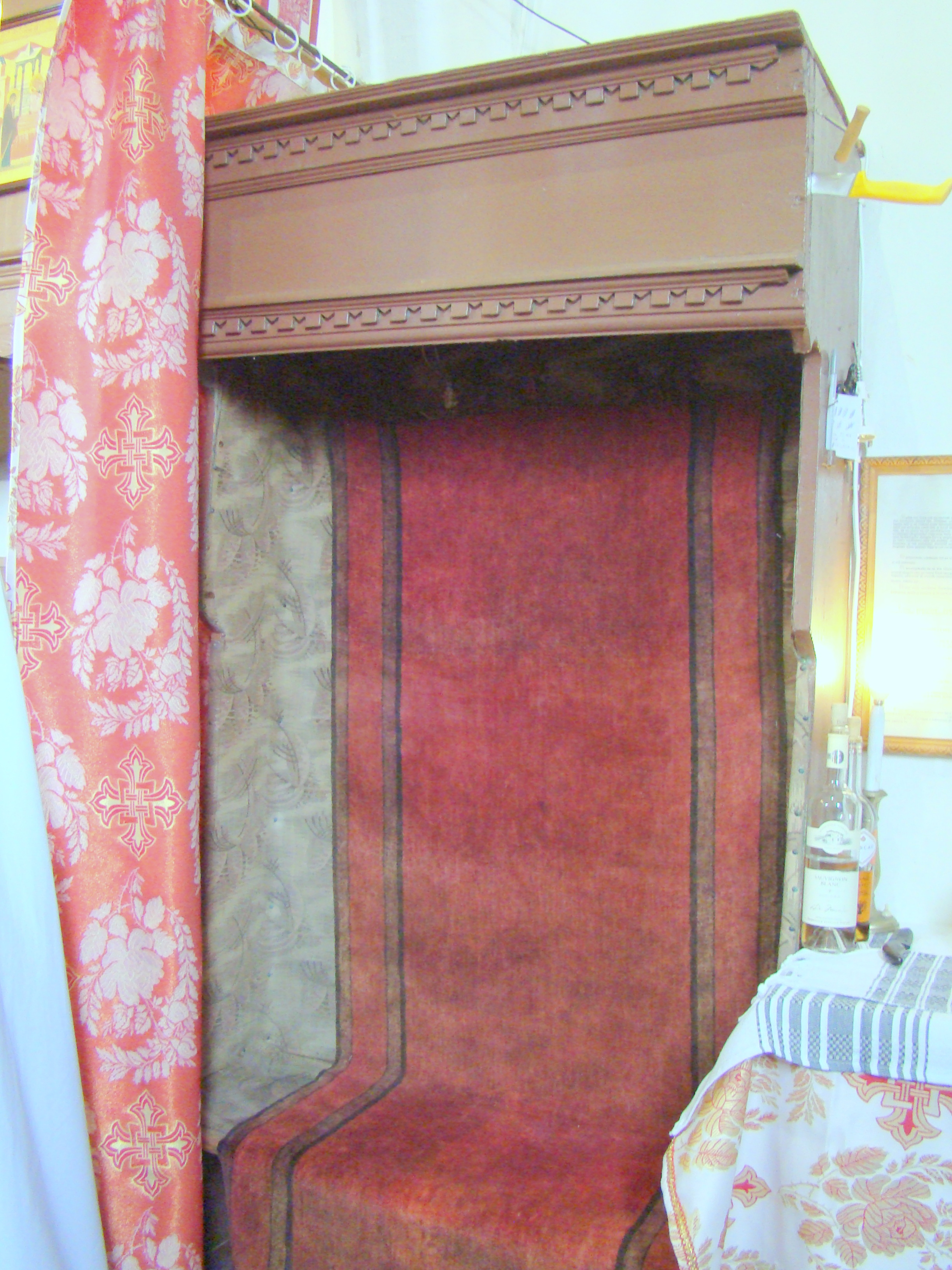
Jilțul episcopului
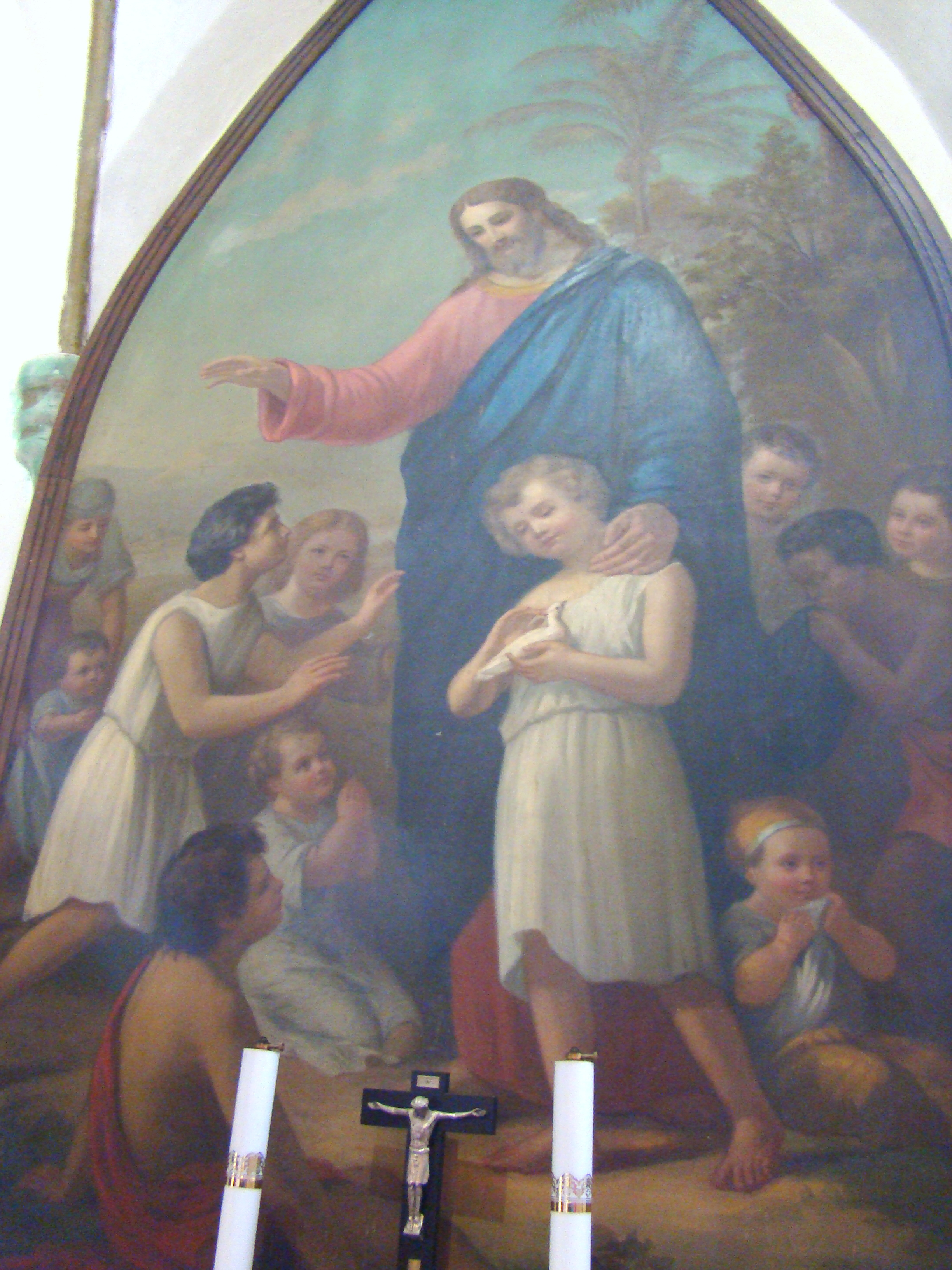
„Lăsați copiii să vină la Mine !”
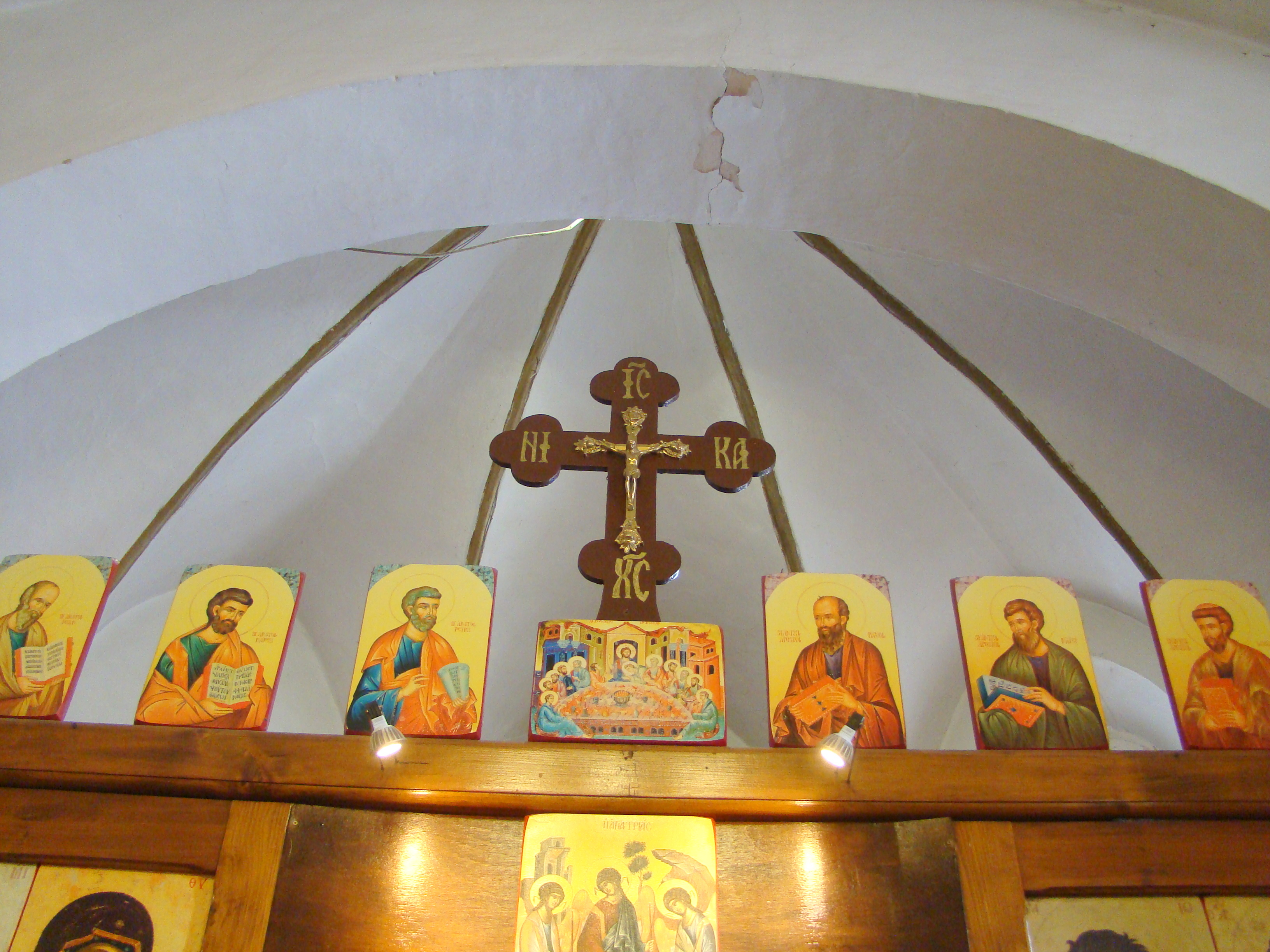
Detaliu al catapetesmei
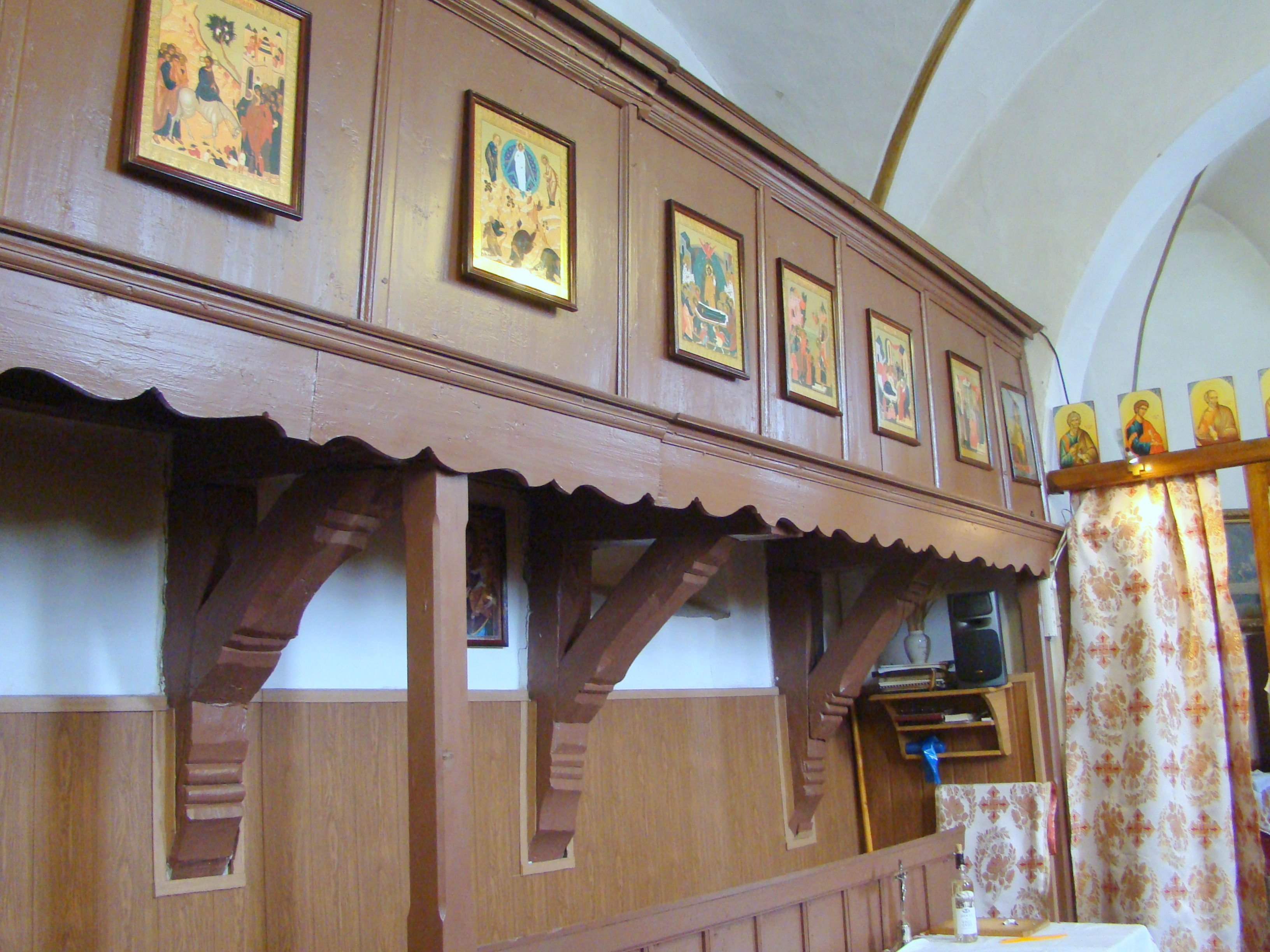
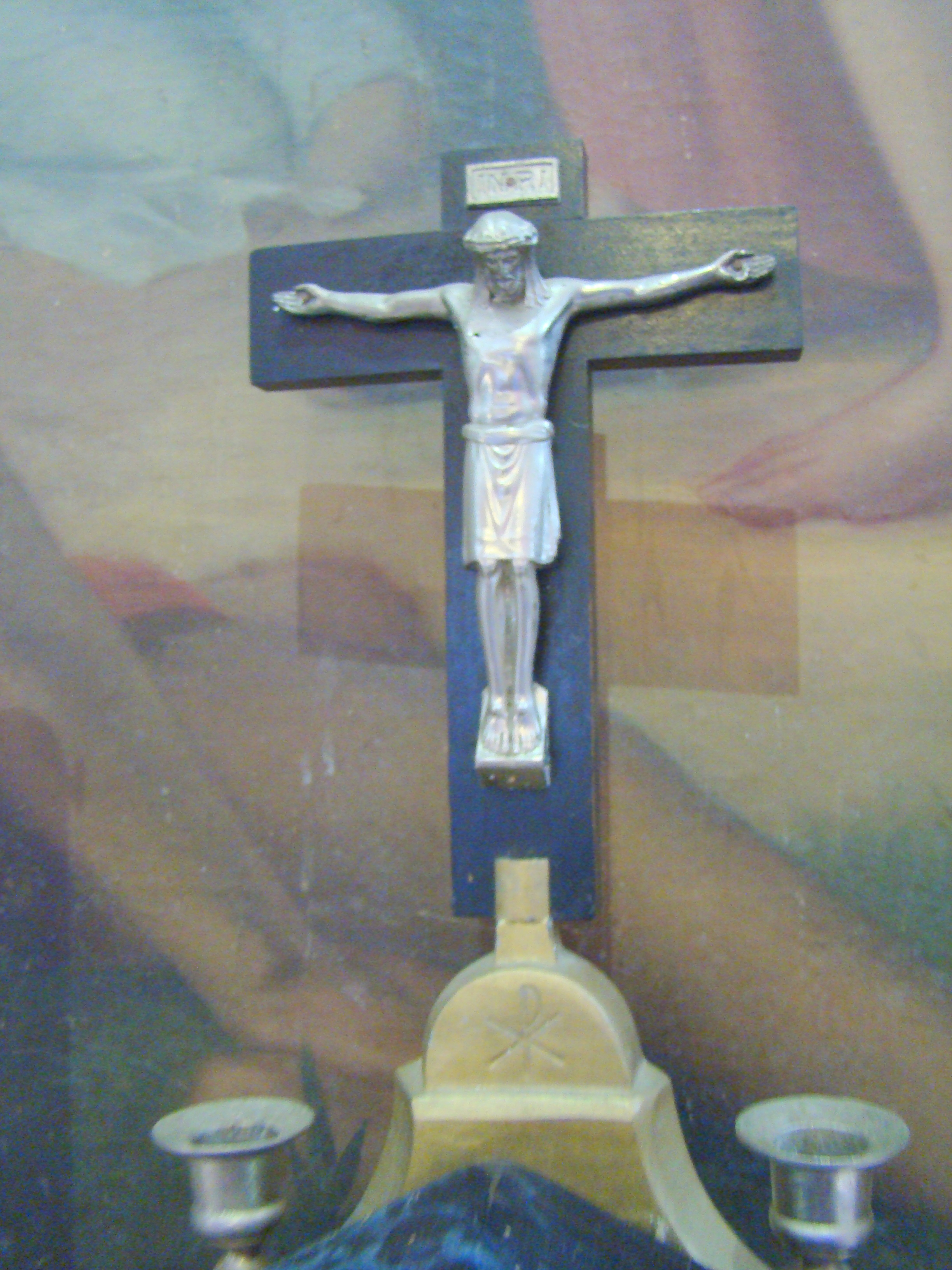
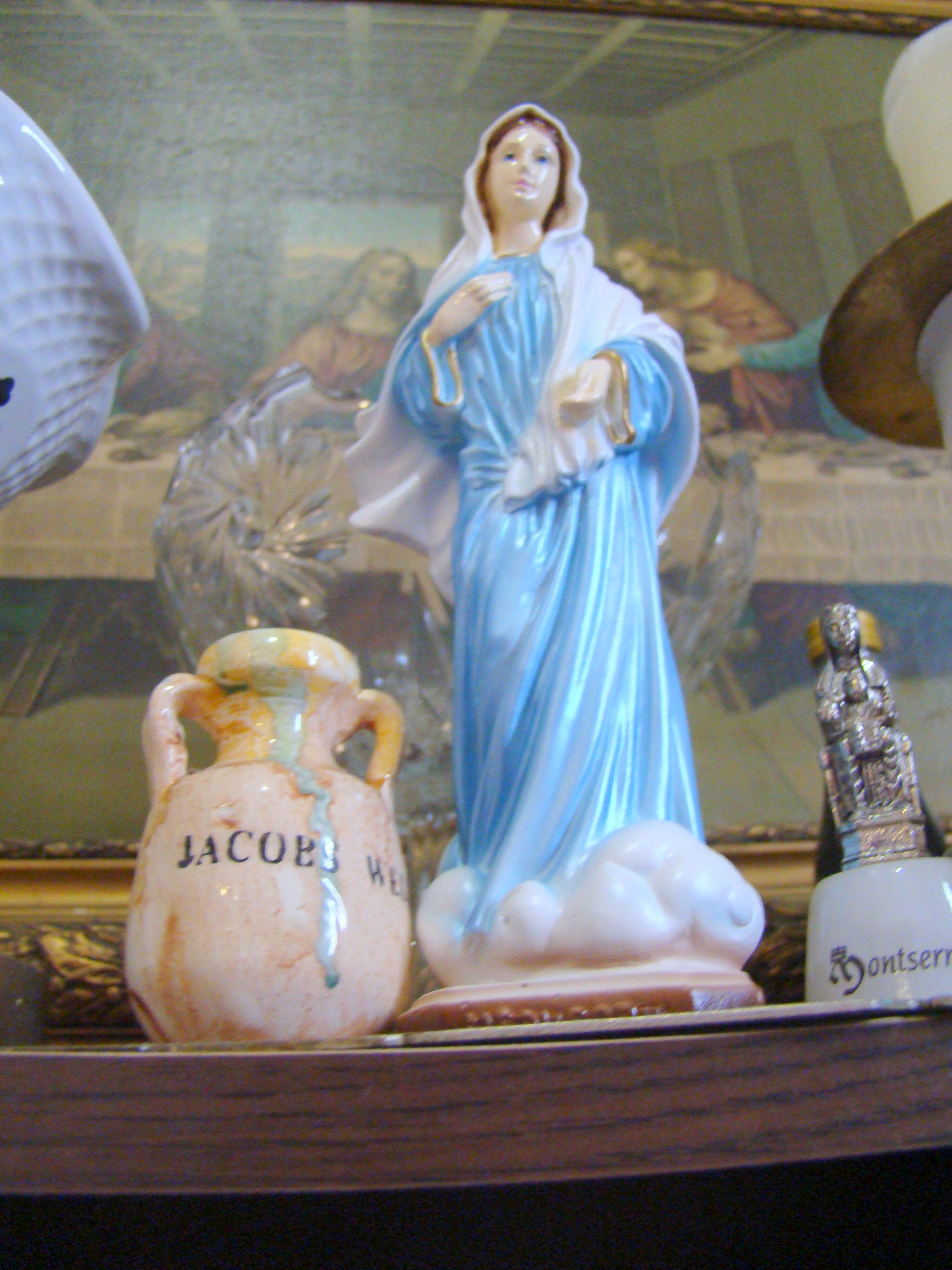
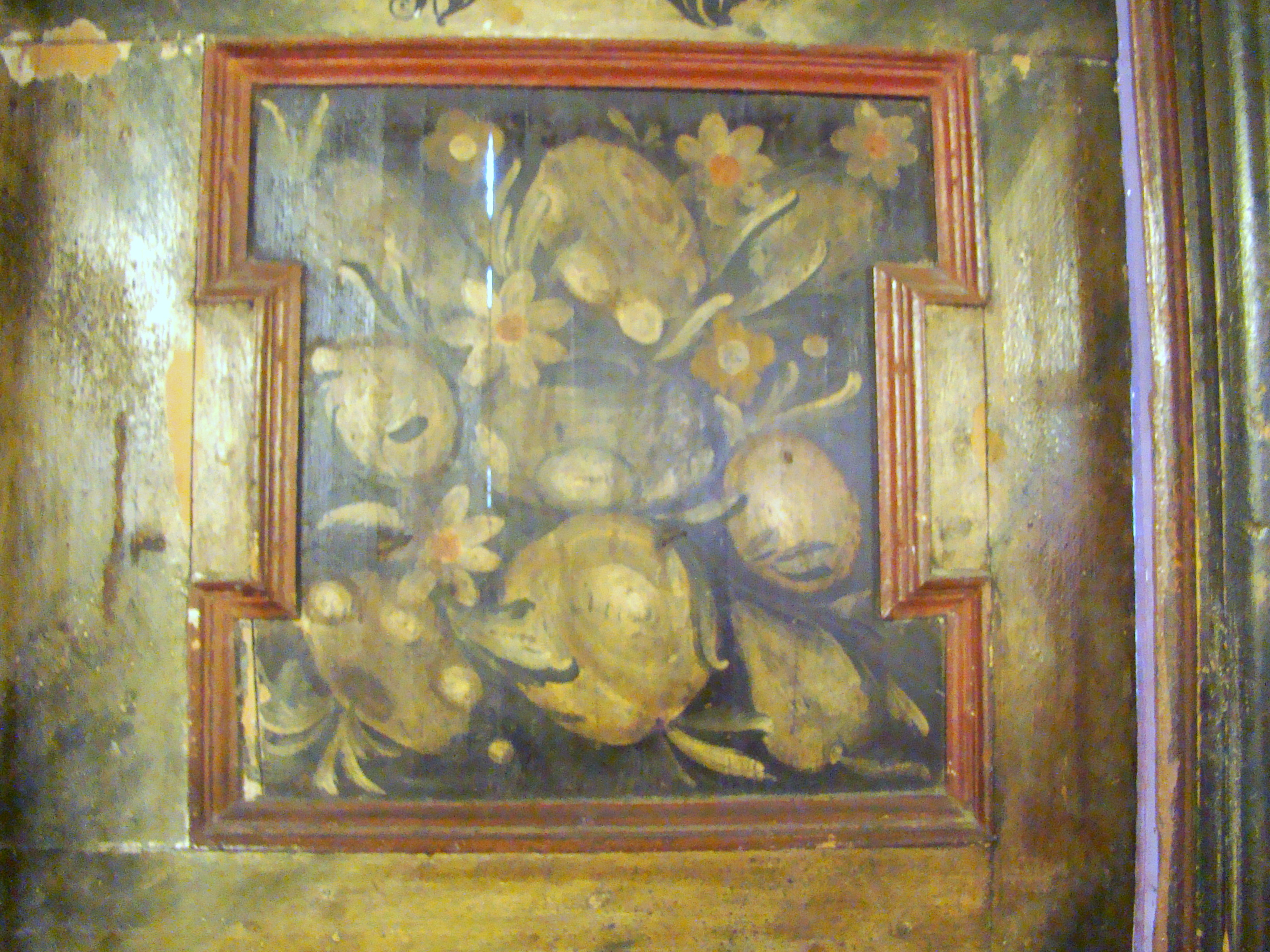
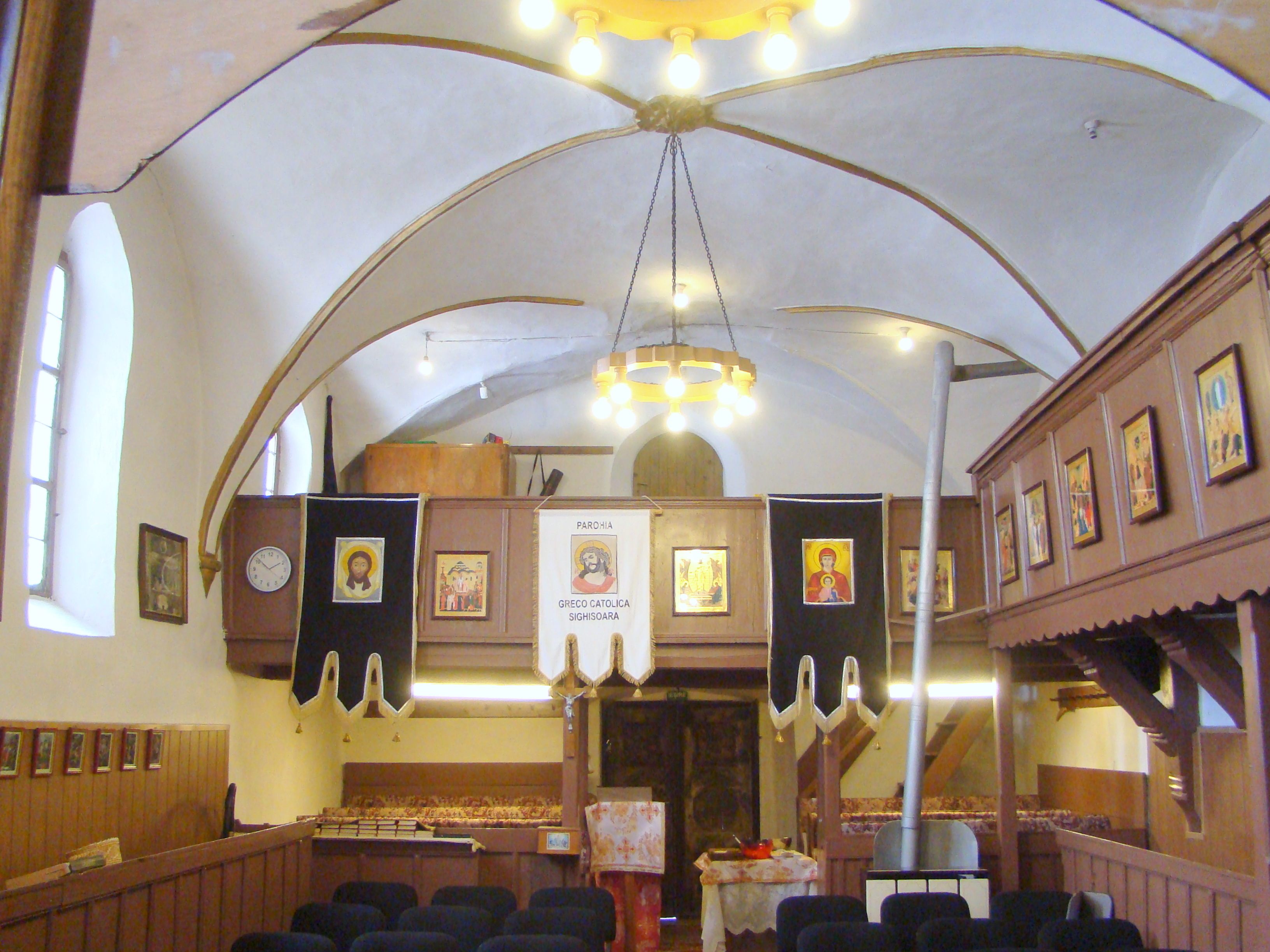
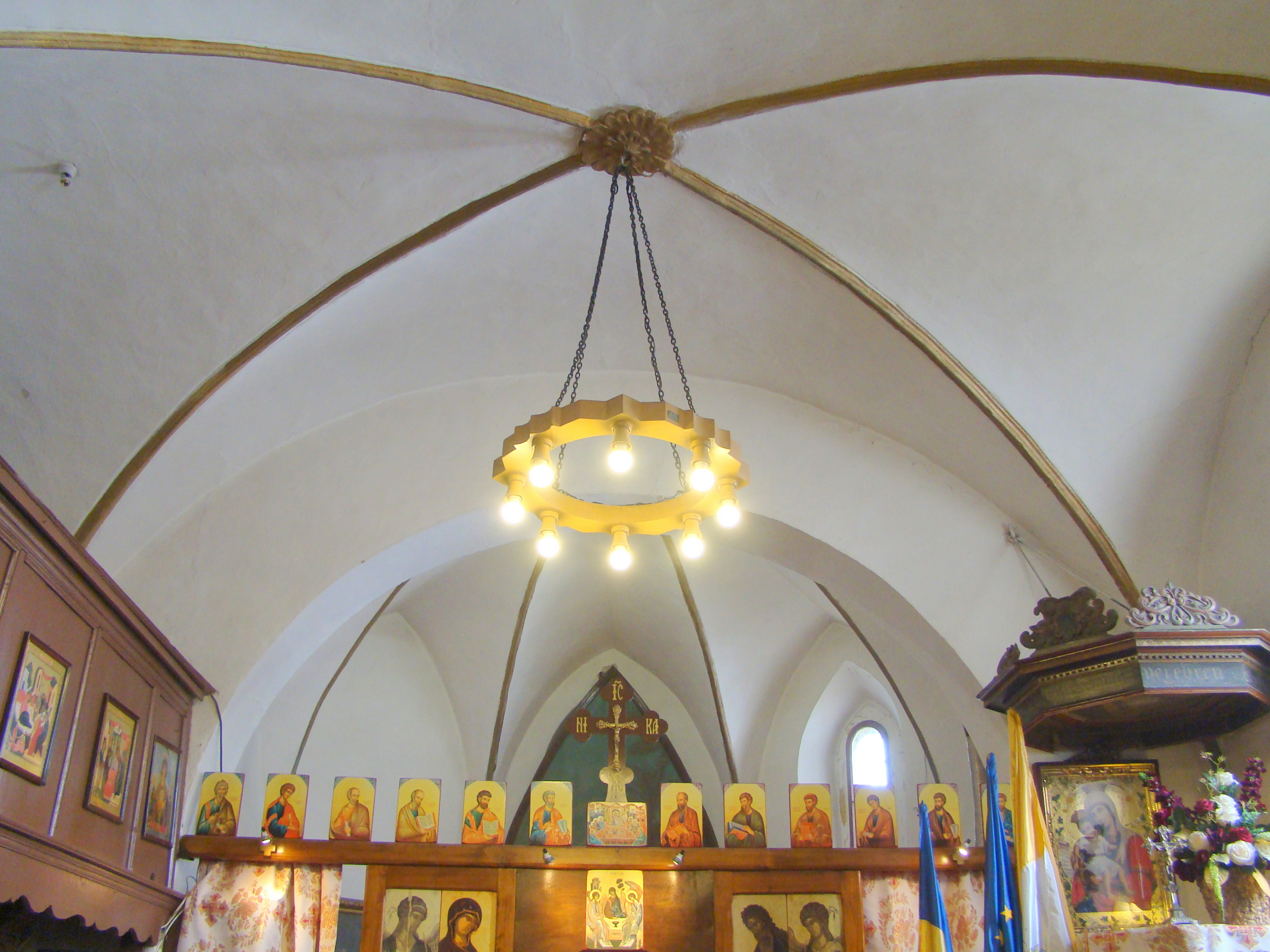